# Starnberg
Starnberg ist die Kreisstadt des gleichnamigen Landkreises innerhalb des Regierungsbezirks Oberbayern. Die Mittelstadt und bevölkerungsreichste Gemeinde des Landkreises liegt rund 25 km südwestlich von München am Nordende des Starnberger Sees und ist ein Ausflugs- und Erholungsort.

## Gemeindeteile
Es gibt 25 Gemeindeteile (in Klammern ist der Siedlungstyp angegeben):
- Buchhof (Gut)
- Einbettl (Dorf)
- Fercha (Dorf)
- Hadorf (Kirchdorf)
- Hanfeld (Kirchdorf)
- Heimathshausen (Einöde)
- Jägersbrunn (Siedlung)
- Landstetten (Kirchdorf)
- Leutstetten (Kirchdorf)
- Mamhofen (Weiler)
- Mühlthal (Weiler)
- Oberdill (Weiler)
- Percha (Pfarrdorf)
- Perchting (Pfarrdorf)
- Petersbrunn (Weiler)
- Rieden (Weiler)
- Schorn (Weiler)
- Schwaige (Weiler)
- Selcha (Einöde)
- Söcking (Pfarrdorf)
- Sonnau (Siedlung)
- Starnberg (Hauptort)
- Unterschorn (Weiler)
- Wangen (Pfarrdorf)
- Wildmoos (Einöde)

Es gibt die Gemarkungen Hadorf, Hanfeld, Landstetten, Leutstetten, Percha, Perchting, Söcking, Starnberg und Wangen.

## Geschichte

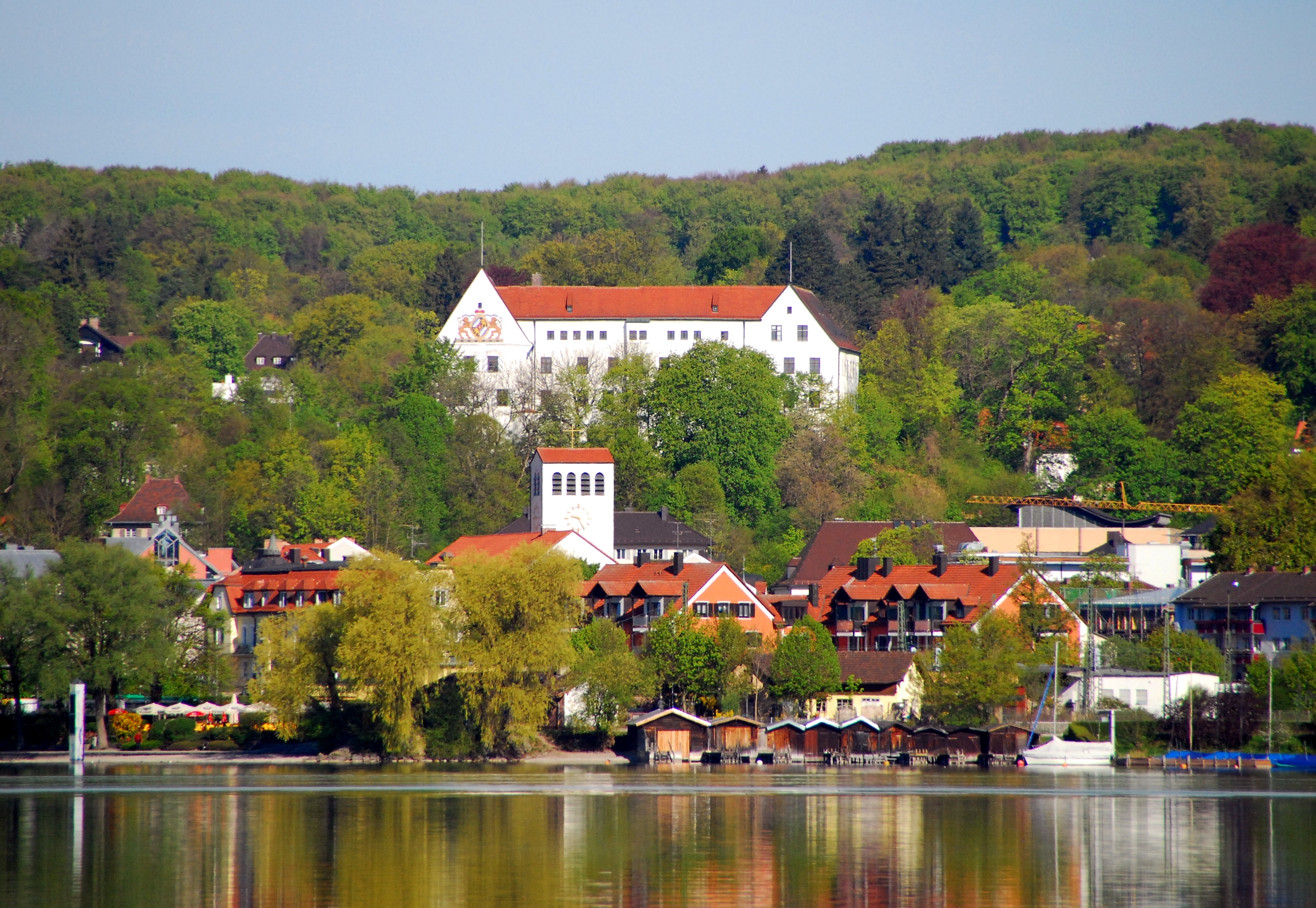
Blick vom See auf die Stadt und das Schloss Starnberg

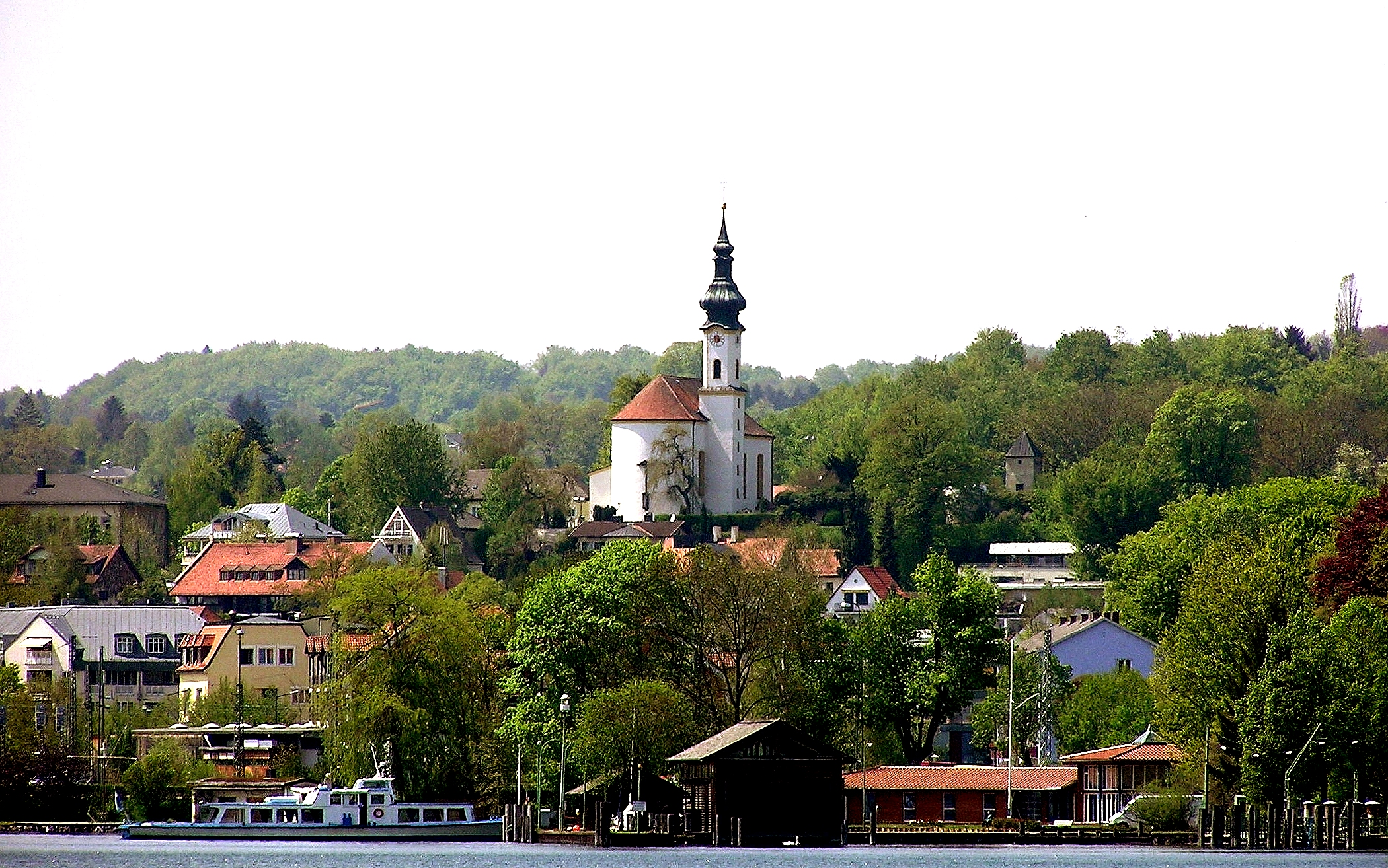
Die Kirche St. Josef, auf dem Schlossberg gelegen, ist das zweite Wahrzeichen der Stadt.

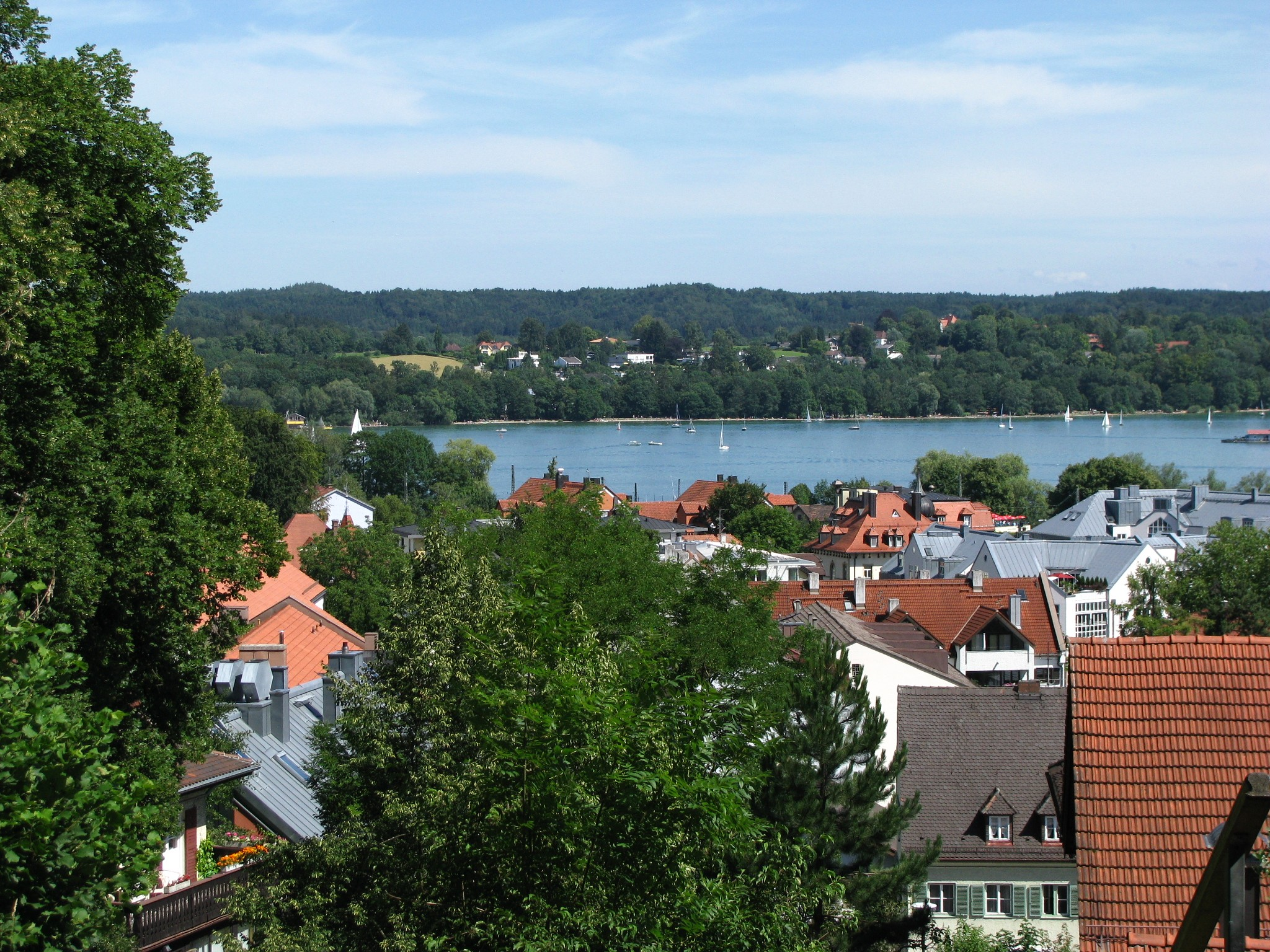
Blick über Starnberg auf den Starnberger See

948/957 wurde Starnbergs heutiger Gemeindeteil Achheim erstmals urkundlich als „Ouiheim“ erwähnt. Der Name „Starnberch“ findet sich dagegen erst 1226. Er bezieht sich auf eine nördlich von Ouiheim gelegene Siedlung. 1244 folgte die erstmalige Erwähnung von „Starnberch Castrum“, einer Burg, die sich zu diesem Zeitpunkt im Besitz der Grafen von Andechs-Meranien befindet. Der Name soll von dem 1208 erwähnten Ritter Wernher Miles de Starnberk, einem Ministerialen der Grafen von Andechs-Meranien stammen, dessen Geschlecht auf der Starnberger Burg gesessen haben soll. Nach der Entmachtung der Andechs-Meranier war die Burg ab 1246 im Besitz der Wittelsbacher Herzöge.
Mit der zunehmenden Bedeutung der nahe gelegenen Stadt München als Residenzstadt des Teilherzogtums Bayern-München wandelte sich im 15. Jahrhundert die ursprüngliche Funktion der alten Veste als Verteidigungsanlage zur Sommerresidenz der Münchener Hofgesellschaft. Prunkvolle Neubauten und Gartenanlagen ließen über die Jahre ein Jagd- und Lustschloss entstehen, das – besonders unter Herzog Albrecht V. – in den Sommermonaten mit Konzerten, glänzenden Festen und Jagden zum Mittelpunkt des höfischen Lebens wurde.
Die reizvolle Lage des Schlosses am Würmsee (1962 in Starnberger See umbenannt) führte schon ab 1490 zum Aufbau eines Schiffparks. Seinen Höhepunkt fand er mit dem Bau des Bucentaur, einem Prunkschiff, das Kurfürst Ferdinand Maria 1662 für seine Gemahlin Henriette Adelaide nach venezianischem Vorbild bauen ließ. Zu den legendären Seefesten und Seejagden, die bis zur Mitte des 18. Jahrhunderts auf diesem Flaggschiff der höfischen Flotte stattfanden, waren Gäste aus ganz Europa geladen. Der Münchener Hof bevorzugte nun allerdings die Schlösser in Berg und Possenhofen, die sich für das barocke Zeremoniell, für Feuerwerke und Illuminationen besser eigneten. Das Starnberger Schloss, dessen Räume während des Dreißigjährigen Krieges verwüstet und nur zum Teil wiederhergestellt worden waren, verlor als Sommerresidenz seine Bedeutung. Erst am Anfang des 19. Jahrhunderts fand es eine neue Verwendung. Neben dem Landgericht beherbergte es nun auch die Amtsstuben des Rentamtes und des Forstamtes.
Das heutige Starnberg wuchs aus zwei benachbarten Siedlungen zusammen, die von sehr unterschiedlichen Wirtschaftszweigen geprägt waren. Im alten, südlich des Schlosses gelegenen Dorf, dessen Name sich von Ouiheim über Aham zu Achheim wandelte, war traditionell die Fischerei zuhause. Im nordöstlich des Schlosses gelegenen Nieder-Starnberg (um den heutigen Tutzinger-Hof-Platz) hatten sich hauptsächlich Handwerker und Bedienstete des Münchner Hofes angesiedelt. Begünstigt durch die 1854 eröffnete Eisenbahnstrecke München–Starnberg entwickelte sich die bis dahin kleine Gemeinde im 19. Jahrhundert zum bedeutendsten Ort am See, dem 1912 die „Allerhöchst genehmigte Einreihung der Landgemeinde Starnberg in die Klasse der Städte mit städtischer Verfassung“ zugesprochen wurde.

### Stadtentwicklung

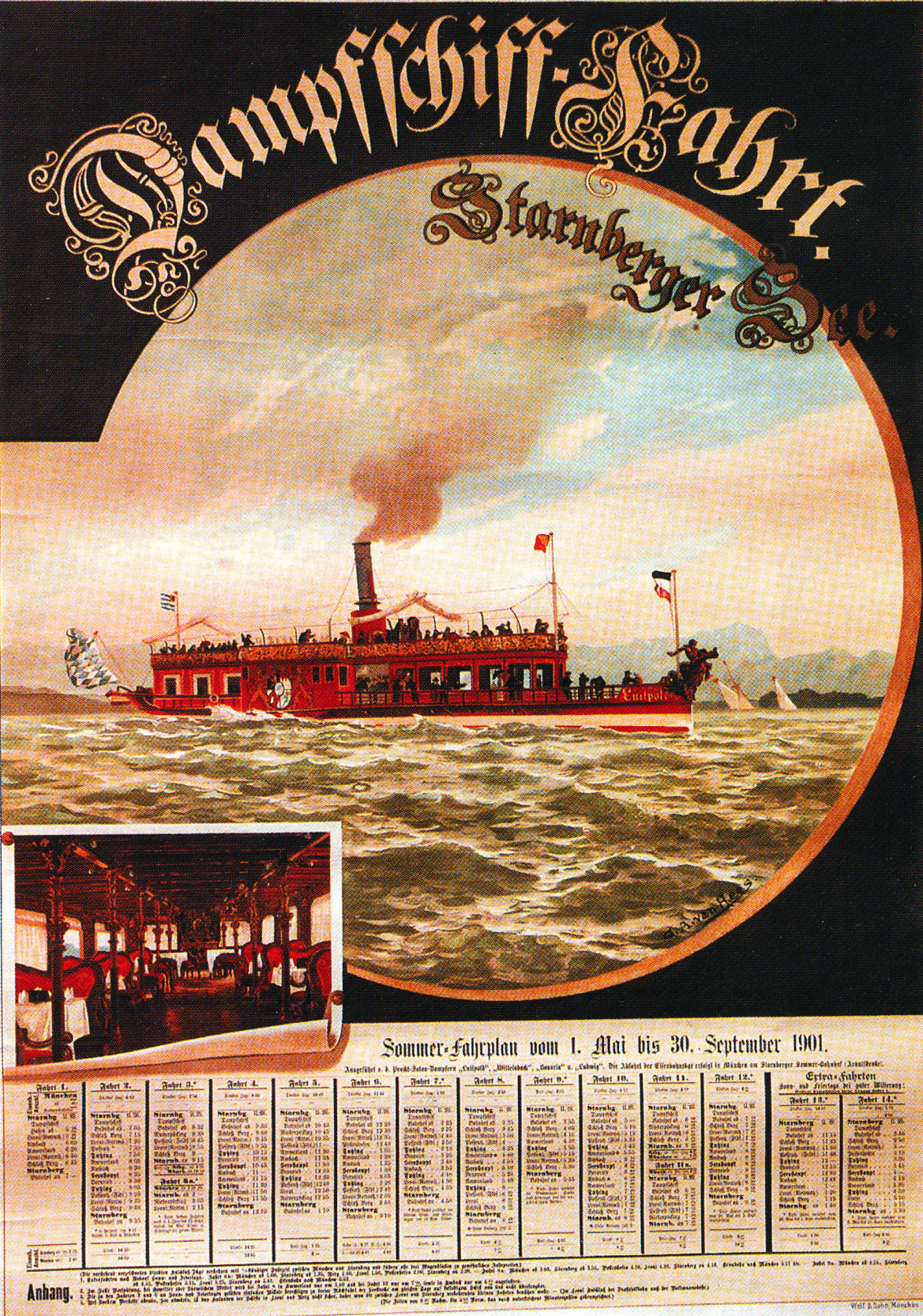
Fahrplan der Dampfschiffe von 1901

Zu Beginn des 19. Jahrhunderts entdeckten begüterte Familien die Schönheit der Landschaft rund um den Starnberger See und ließen sich am Seeufer die ersten Villen als Sommersitz erbauen. Unter ihnen war Baurat Johann Ulrich Himbsel, der sich 1827 in Leoni ansiedelte und der als Gründer der Dampfschifffahrt auf dem Starnberger See den eigentlichen Anstoß für die sprunghafte Entwicklung des Dorfes Starnberg in der zweiten Hälfte des 19. Jahrhunderts gab. Himbsel sah sehr früh die wirtschaftliche Bedeutung, die sich aus einer Verknüpfung von nahe gelegener Großstadt und freier, unberührter Natur ergeben musste. Nach langem vergeblichen Bemühen unter Ludwig I. erhielt er jedoch erst 1848 von Maximilian II. die Erlaubnis zum Bau eines Dampfschiffs und einer Eisenbahnlinie zwischen München und Starnberg. Drei Jahre später lief der für 300 Passagiere gebaute Salondampfer „Maximilian“ in Starnberg vom Stapel und zahlreiche Münchner Ausflügler, die mit Kutschen und Stellwagen durch den Forstenrieder Park anreisten, nahmen diese neue Möglichkeit der Freizeitgestaltung begeistert an. Um eine bessere Auslastung des Schiffes zu erzielen, begann Himbsel auf eigene Kosten mit dem Ausbau der Bahnstrecke München–Starnberg. 1854 wurde die Linie mit einem Festzug eröffnet, der in der Hauptstadt des Königreichs Bayern startete und in einer kleinen Landgemeinde mit 65 verstreut liegenden Anwesen endete, die der zeitgenössische Schriftsteller Heinrich Noë so beschreibt:

„Das Dorf Starnberg als Aufenthaltsort hat übrigens auch noch andere Nachtheile… Ich rate jedem, der den See bereisen will, sich dort nicht eine Minute länger aufzuhalten, als es die Beziehungen des Verkehres mit Eisenbahn oder Dampfschiff mit sich bringen, denn er findet in dem Nest keinen Gegenstand zum Sehen, wohl aber in der Regel einen zum Ärgern.“

Dies hatte wohl auch Himbsel so gesehen, denn er legte den Gleisstrang so, dass die Ausflügler auf kürzestem Weg von seiner Bahn sein Dampfschiff erreichen konnten. Ein Umstand, der bis heute die Gemüter erregt, weil die städtebaulich ungünstige Lage des Bahndamms die Stadt vom See abtrennt.

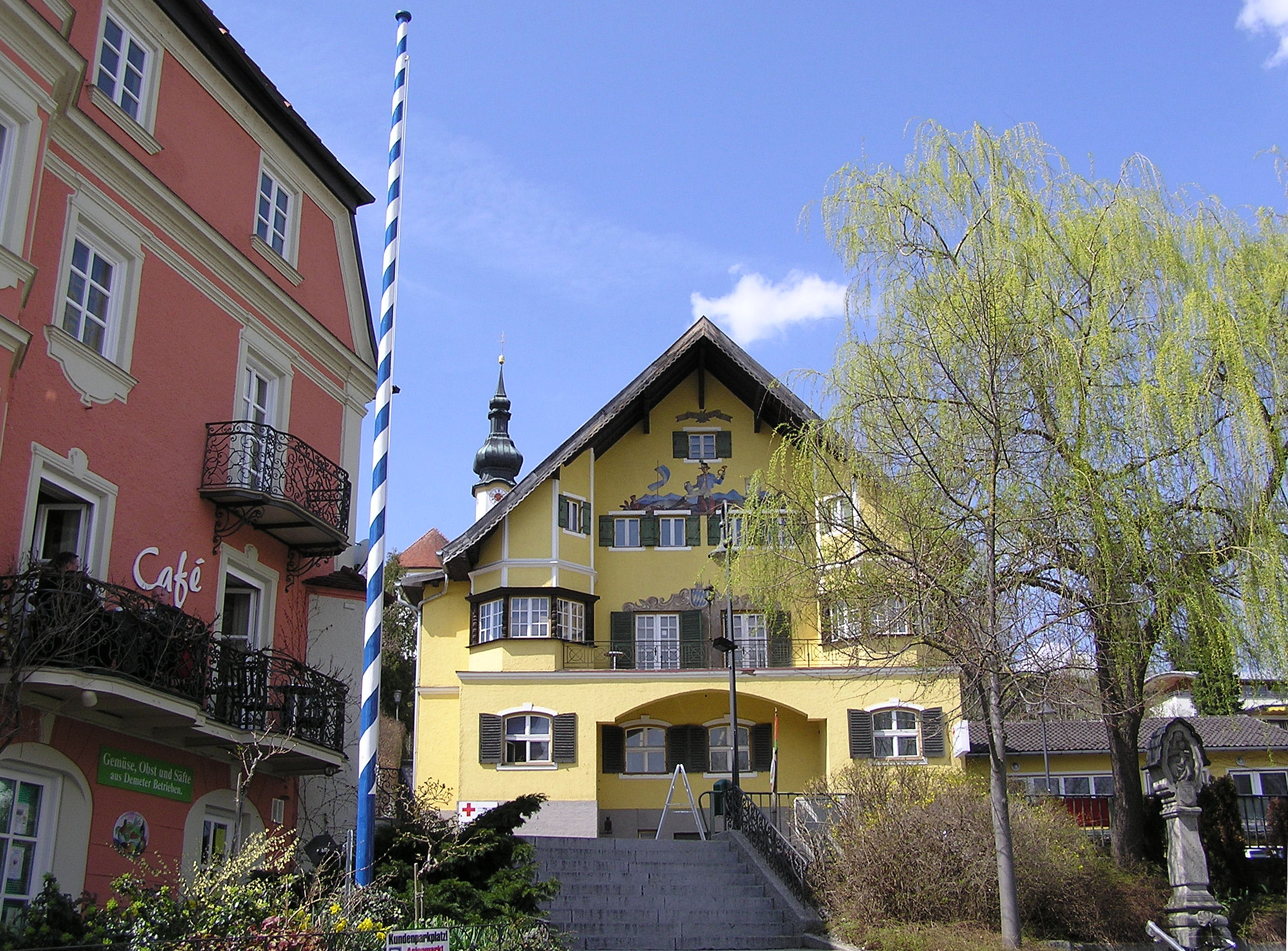
Stadtvillen aus der Zeit um 1900

Mit dem nun vorhandenen Anschluss nach München veränderte sich Alt-Starnberg auf eine sehr schnelle und beeindruckende Weise. Die Möglichkeit, in der Stadt zu arbeiten und am See zu leben, führte in den kommenden Jahren zu einem regelrechten Bauboom. Die Stadtvillen und Landhäuser, die sich Professoren, Advokaten, Künstler und Kaufleute jetzt bauen ließen, sollten nicht mehr nur als Sommersitz dienen, sie waren der Hauptwohnsitz der Familien. Gleichzeitig entwickelte sich der Ortskern. Die an der regen Bautätigkeit gut verdienenden einheimischen Baufirmen und Handwerker errichteten sich hier neue Wohnhäuser. Auch die Baulücken an der alten Weilheimer Landstraße (heute Hauptstraße) füllten sich langsam und ließen die beiden unterhalb des Burgberges liegenden Siedlungskerne Achheim und Nieder-Starnberg zusammenwachsen. Mit der um 1870 begonnenen Erschließung der „Au“ entstanden die neuen Villenviertel an der Maximilianstraße und der Kaiser-Wilhelm-Straße. Die verbesserte Infrastruktur – 1890 begann man mit der Kanalisation und 1897 nahm das erste Elektrizitätswerk der Gemeinde seinen Dienst auf – zog weitere Bauwillige an, deren Villen und Parkanlagen auf den umliegenden Hügeln das Bild der Landschaft völlig veränderten. Im Jahre 1900 waren aus den einst 65 Anwesen 384 geworden in denen 4.531 Menschen lebten.

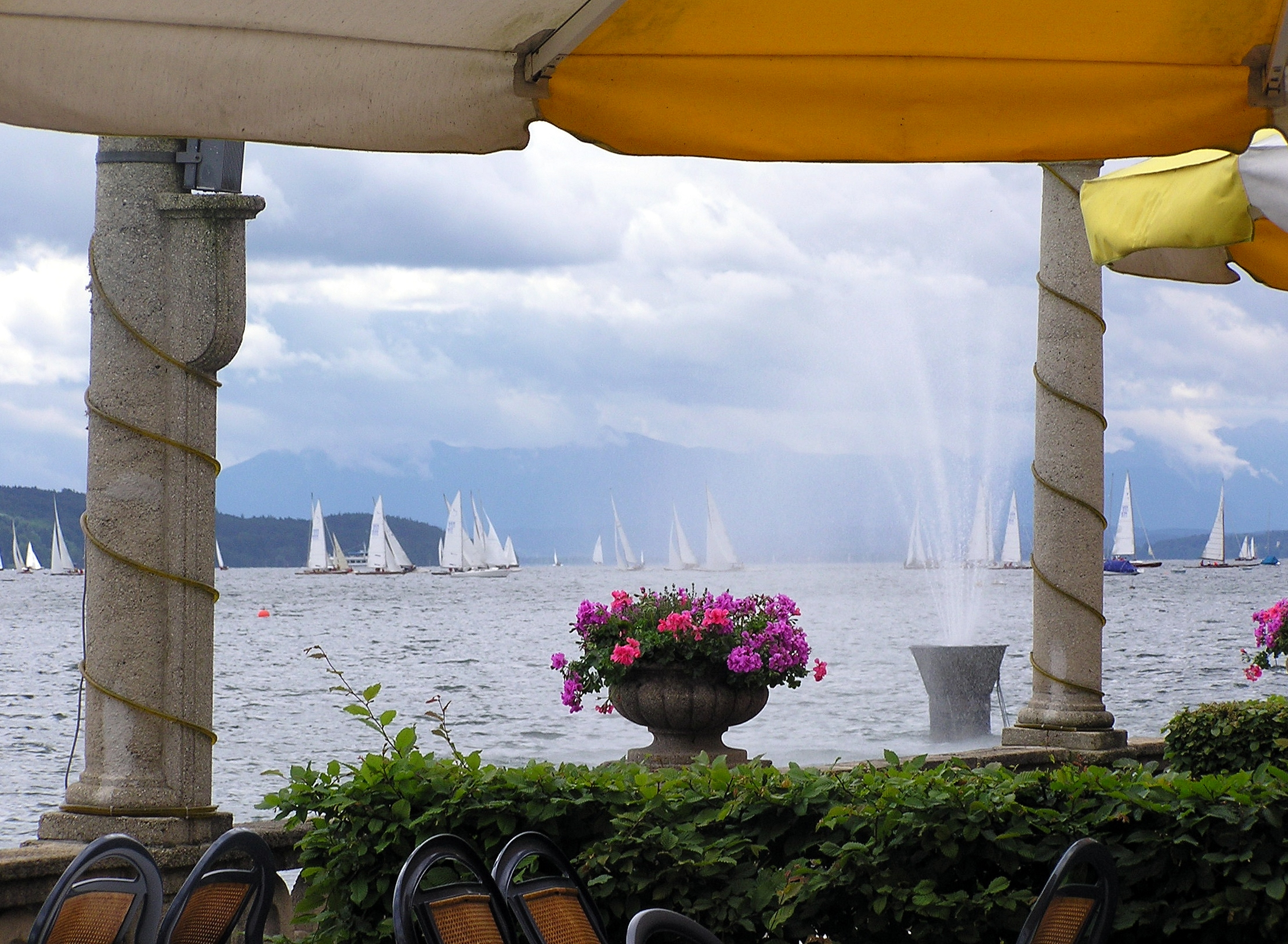
Blick vom Undosa auf den Starnberger See

Auch der Ausflugsverkehr hatte sich dank der Bahnlinie sehr stark entwickelt. Nach dem Krieg 1870/71 beförderte der Dampfer „Maximilian“ in drei Jahren eine Million Fahrgäste. 1872 wurde das Dampfschiff „Ludwig“ in Betrieb genommen. Ihm folgten die Dampfer „Bavaria“ (1878), „Wittelsbach“ (1886) und Luitpold (1890). Die zur Versorgung der Ausflügler entstandenen Wirtshäuser reichten bald nicht mehr aus, denn mehr und mehr Gäste wollten nicht nur eine Landpartie unternehmen, sondern ihren Urlaub in Starnberg verbringen. So entstanden bis zur Jahrhundertwende neben Pensionen auch große, elegante Hotels, die durch ihr Erscheinungsbild und das dort logierende hochgestellte Publikum dem Ort den Flair eines Seebades verliehen. Für Unterhaltung sorgten Segelregatten, Promenadenkonzerte und vor allem eine luxuriös ausgestattete Badeanstalt. Aus ihr ging 1905 als besondere Attraktion das „Undosa“ hervor, das erste Wellenbad Deutschlands. 1911, auf dem Höhepunkt von Starnbergs Zeit als Seebad und Erholungsort, wurden 1.268 Kurgäste mit 42.000 Übernachtungen und 2.870 Durchreiseübernachtungen registriert.

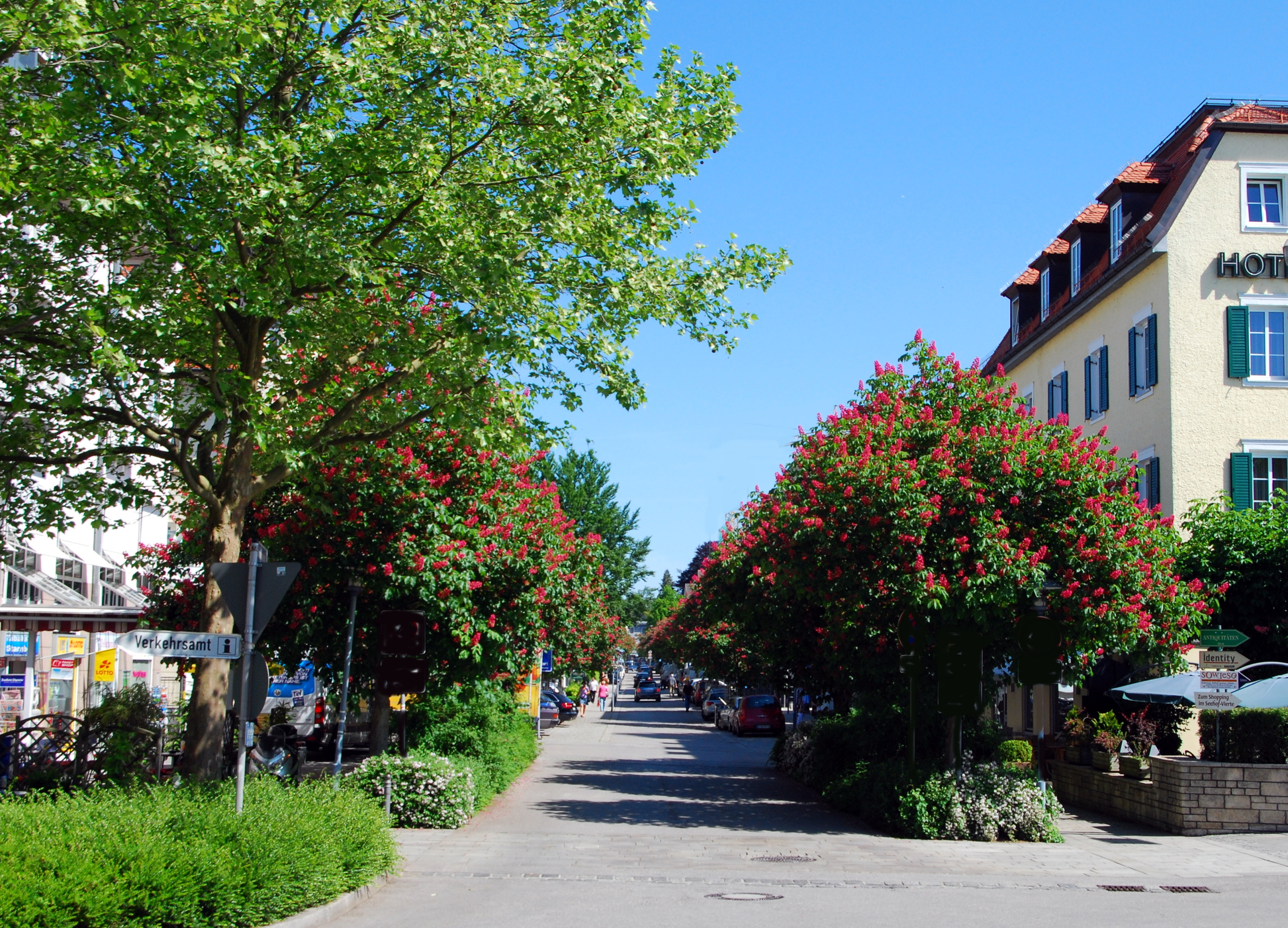
Maximilianstraße, das neue Zentrum der Stadt

An die Atmosphäre Starnbergs in der Zeit um die Jahrhundertwende erinnert heute nur noch wenig. Der Erste Weltkrieg hatte eine Zeitenwende eingeläutet. Wohlhabende Gäste kamen nur noch vereinzelt, und Sommerurlauber, die Ruhe und Erholung suchten, bevorzugten Orte, die abseits des Tagesausflugsverkehrs lagen. Da sich aufgrund der kurzen und intensiven Entwicklungsgeschichte vom kleinen Dorf zur Stadt (1912) nie ein eigentlicher Stadtkern entwickeln konnte, veränderten die notwendig gewordenen Abrisse vieler alter Gebäude und die im Stil einer neuen Zeit entstandenen Bauten das Gesicht Starnbergs besonders nachhaltig.
Die Kreisstadt Starnberg hat sich vom Touristenort zu einem breit gefächerten Wirtschaftsstandort und zum kulturellen Zentrum des ihn umgebenden Fünfseenlands entwickelt. Die Kernstadt (ohne die eingemeindeten Gemeindeteile) ist inzwischen bei etwas mehr als 11.000 Einwohnern angelangt.

### Eingemeindungen
Die Flurgröße Starnbergs betrug bis zum Beginn des 19. Jahrhunderts lediglich 6,81 km². 1803 kam zwar Rieden hinzu, das bis zur Säkularisation dem Kloster Schäftlarn angehört hatte. Der eigentliche Zuwachs der Fläche auf die heutige Größe von 61,92 km² erfolgte jedoch erst in den 1970er Jahren. Am 1. Januar 1972 wurde Hanfeld angegliedert, und am 1. Mai 1978 folgte anlässlich der Gemeindegebietsreform die Eingliederung von sechs weiteren ehemals selbständigen Gemeinden mit den bisher von ihnen verwalteten Gebieten.
Gemeindeteile der Stadt Starnberg mit dem Jahr der Eingliederung und der eingebrachten Flurgröße:
Hadorf (1978, 6,93 km²)

Hanfeld mit Mamhofen (1972, 5,58 km²)

Leutstetten mit Einbettl, Mühlthal, Oberdill, Petersbrunn und Schwaige (1978, 7,68 km²)

Percha mit Buchhof, Heimathshausen und Selcha (1978, 6,07 km²)

Perchting mit Landstetten, Jägersbrunn und Sonnau (1978, 11,36 km²)

Rieden (1803, 1,83 km²)

Söcking (1978, 8,17 km²)

Wangen mit Fercha, Schorn, Unterschorn und Wildmoos (1978, 7,49 km²)

### Bilder aus den eingemeindeten Orten

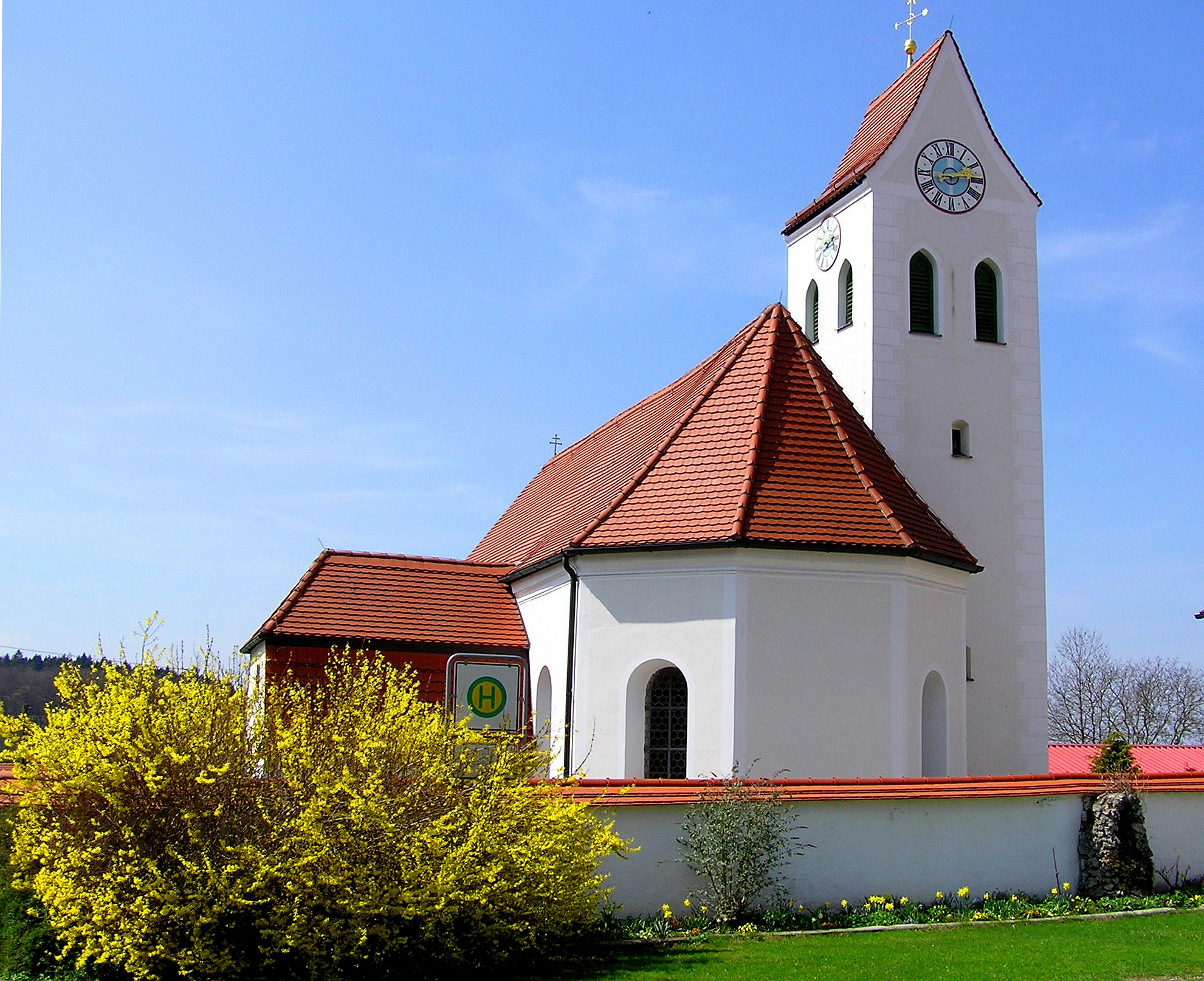
Hadorf, Kirche St. Johannes der Täufer
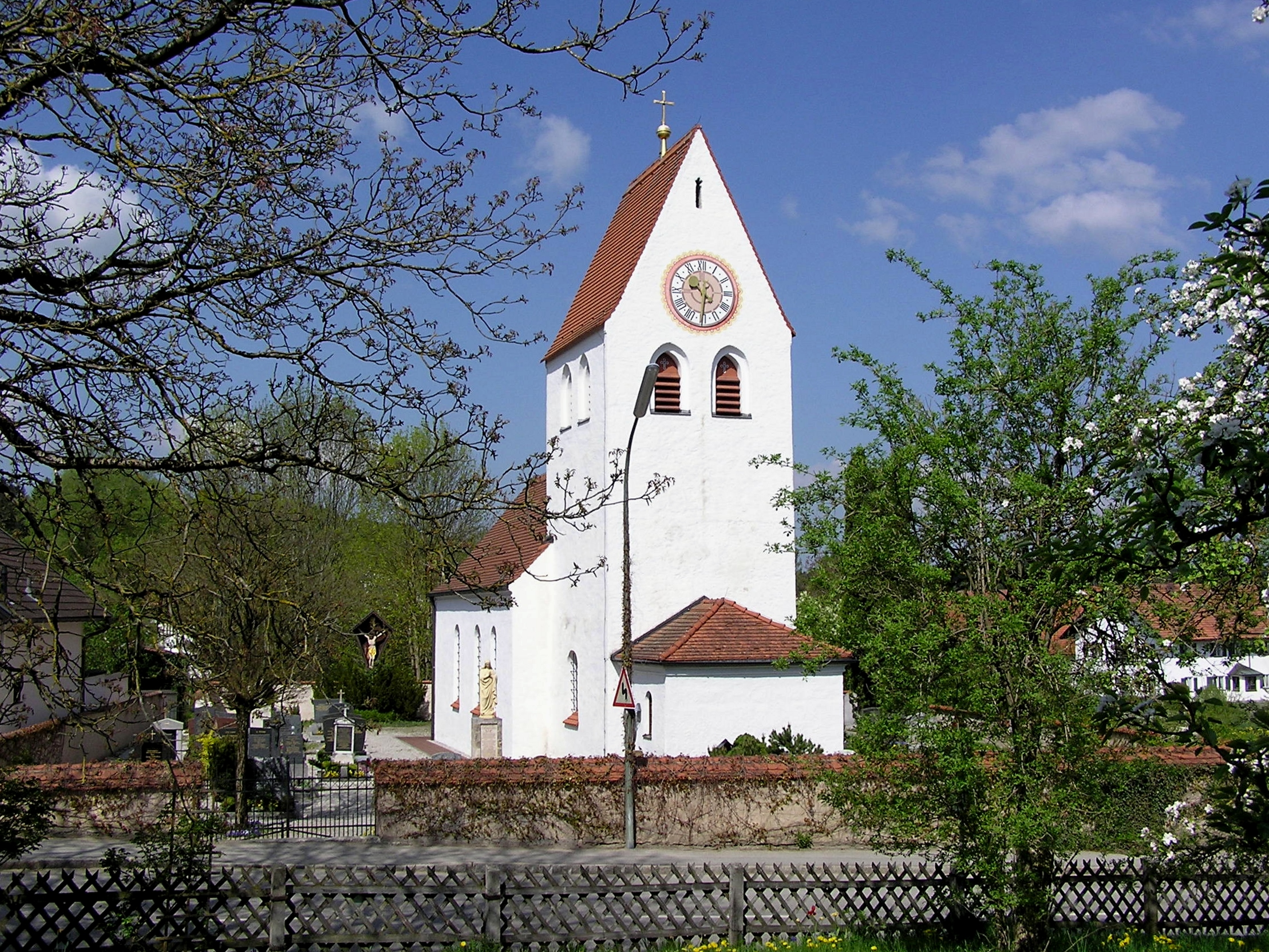
Hanfeld, Kirche St. Michael
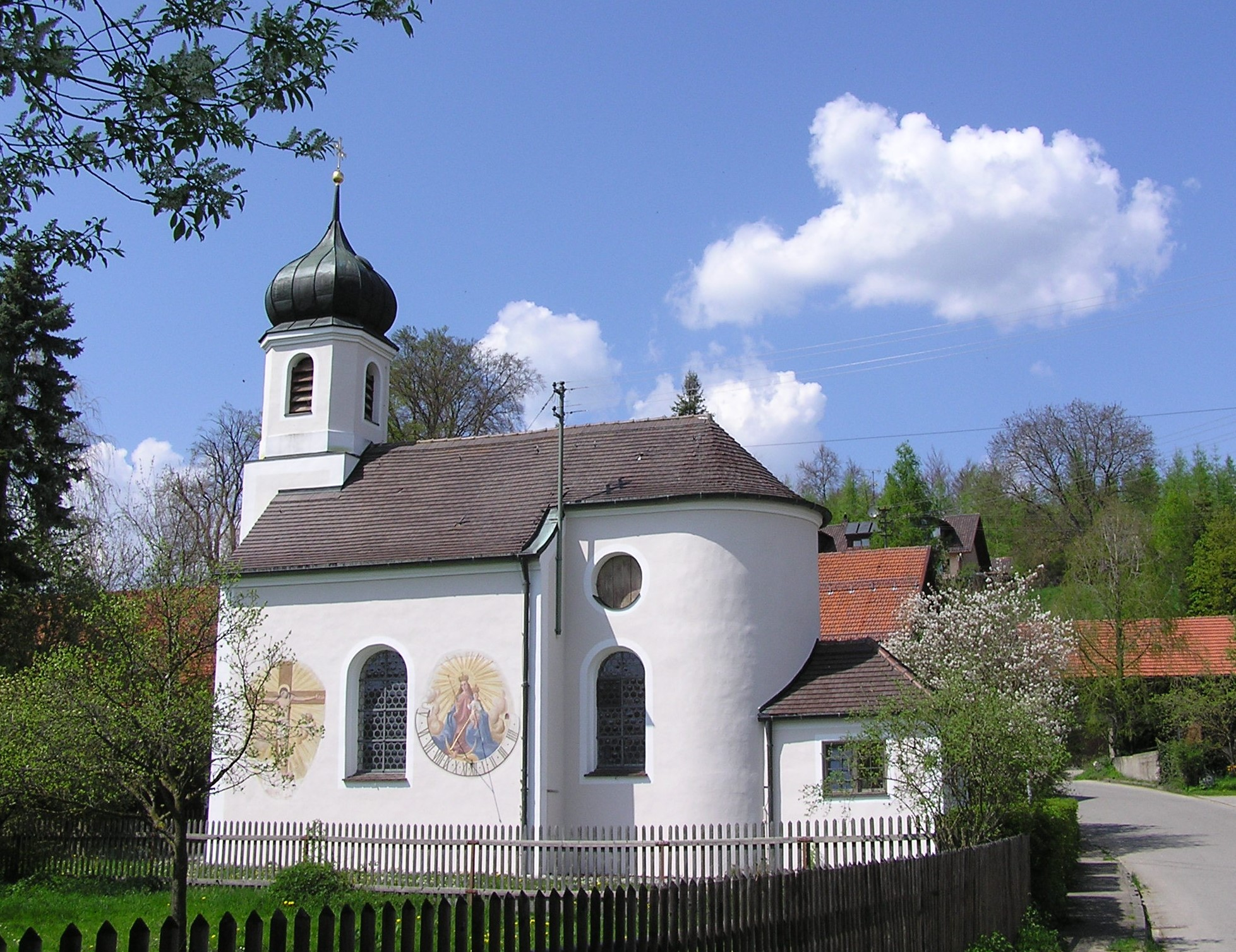
Landstetten, Kirche St. Jakobus
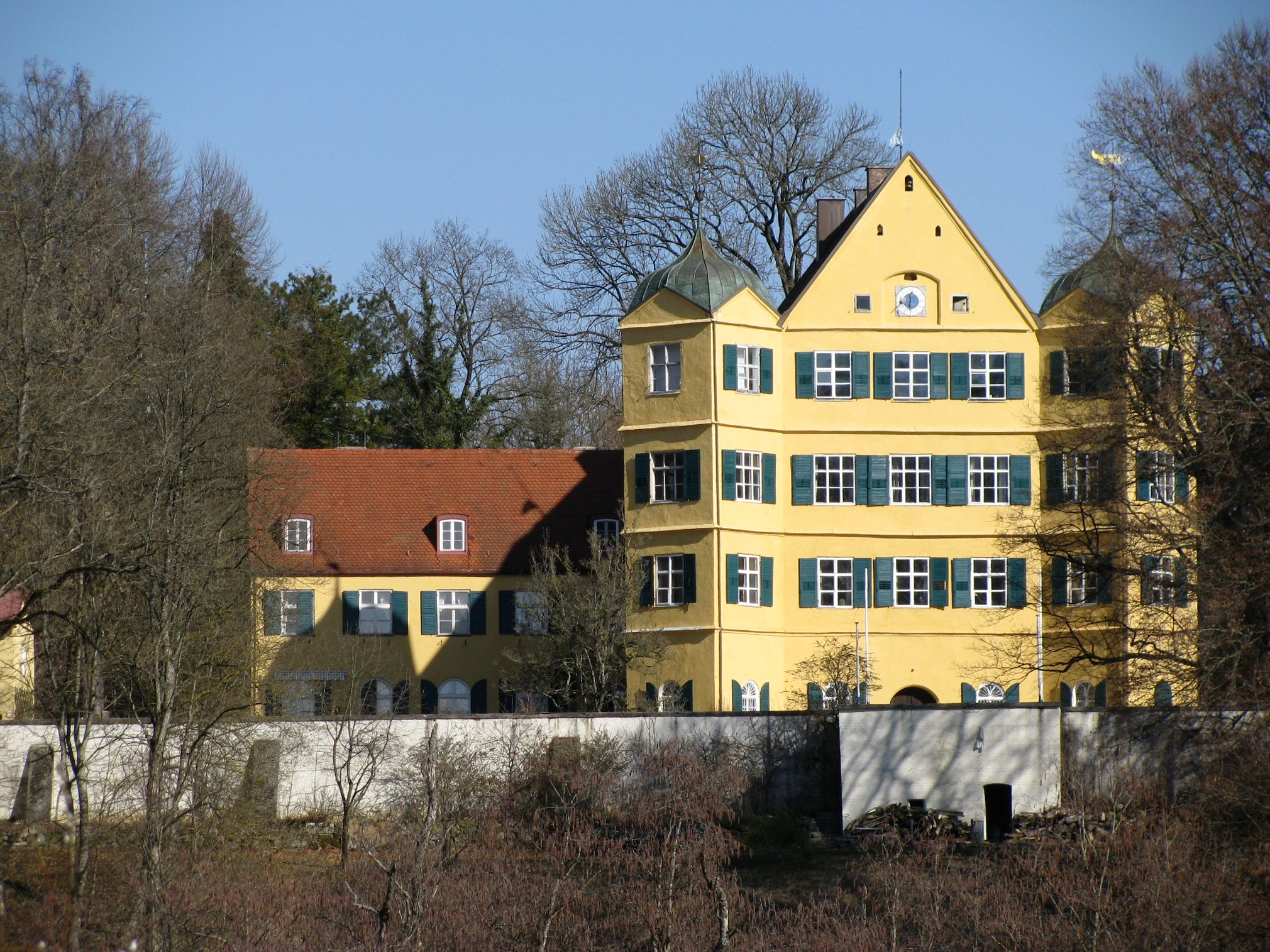
Leutstetten, Schloss Leutstetten
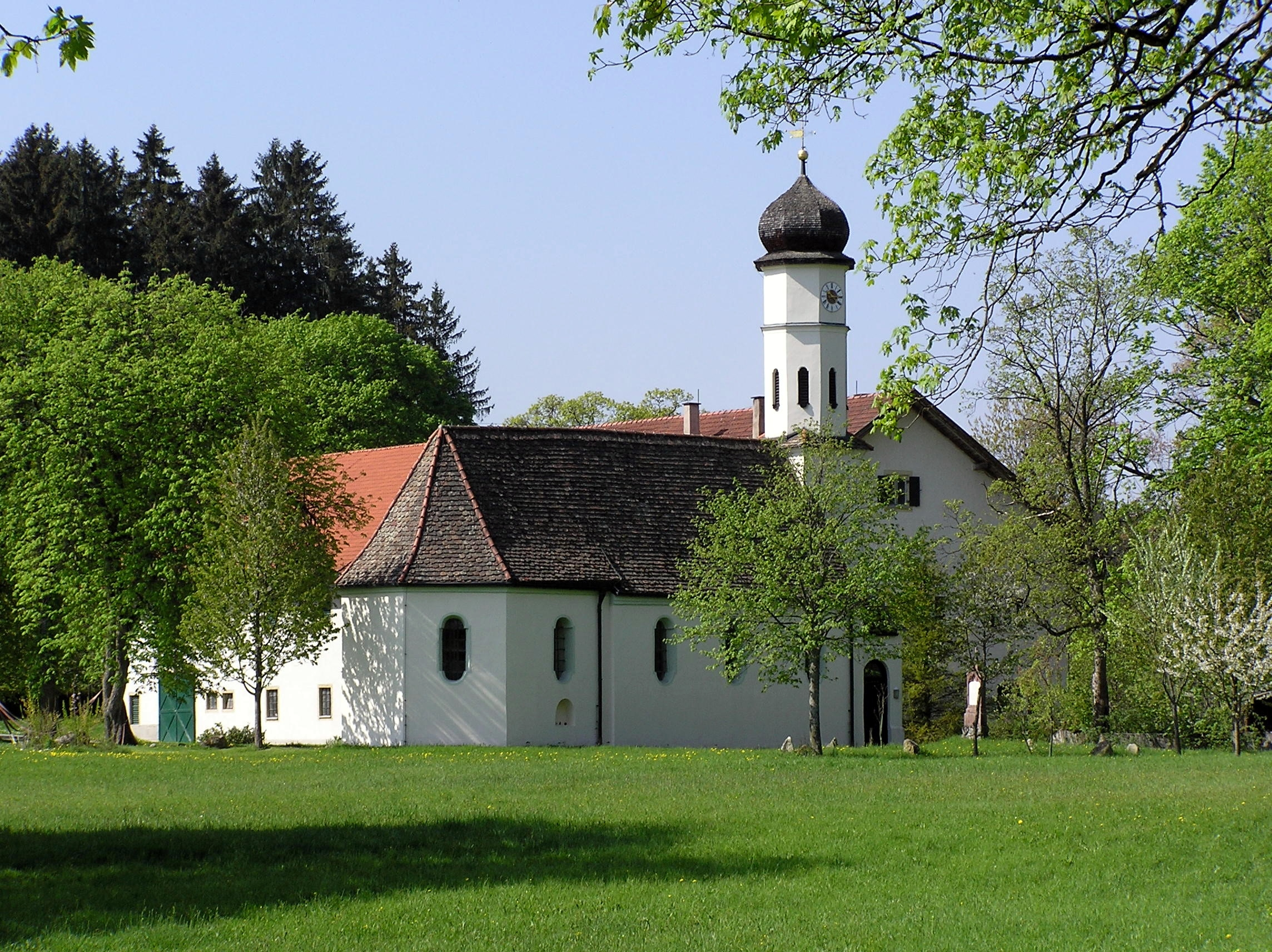
Mamhofen, Kirche St. Jakob und Philipp
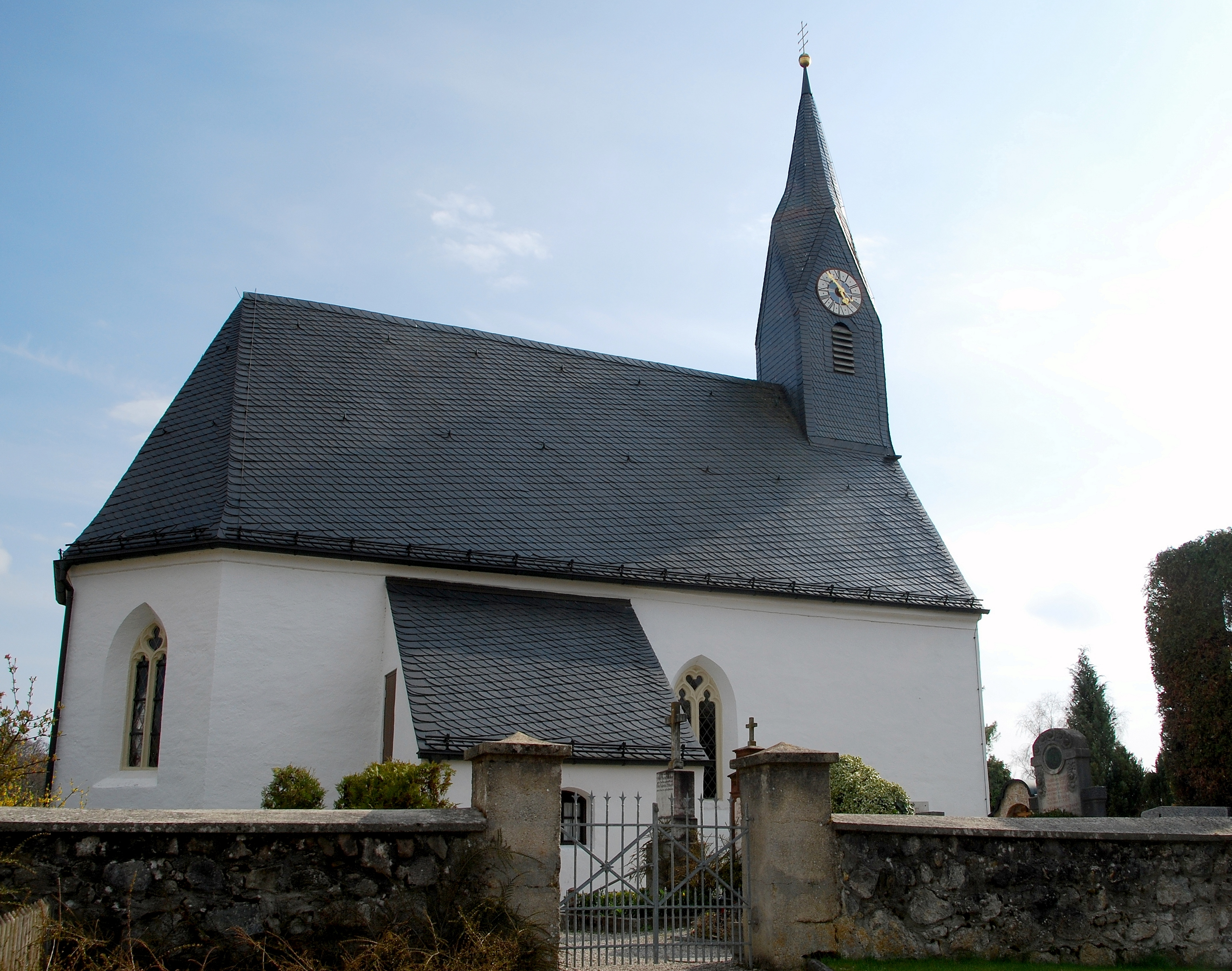
Percha, Kirche St. Valentin
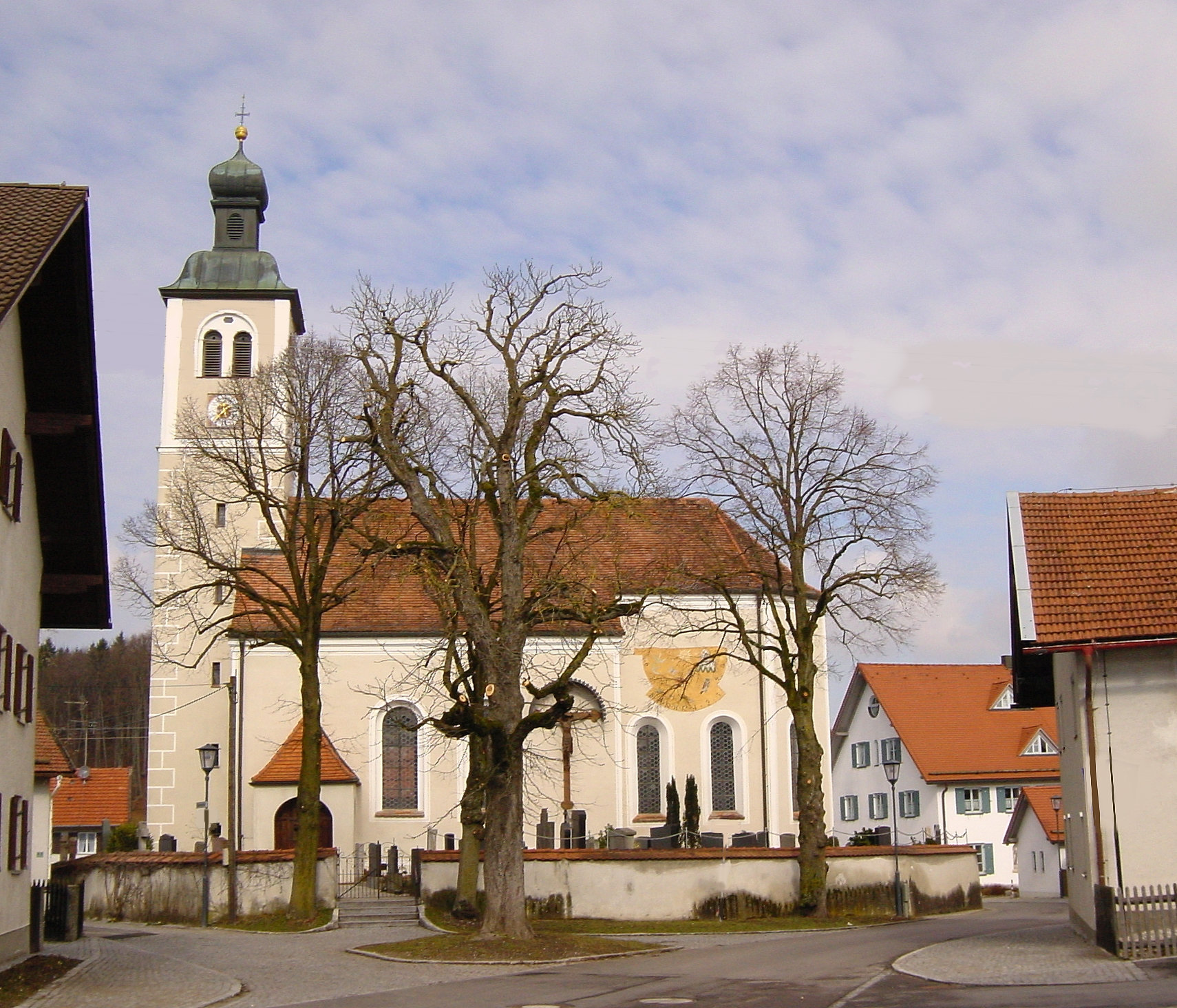
Perchting, Pfarrkirche Mariä Heimsuchung
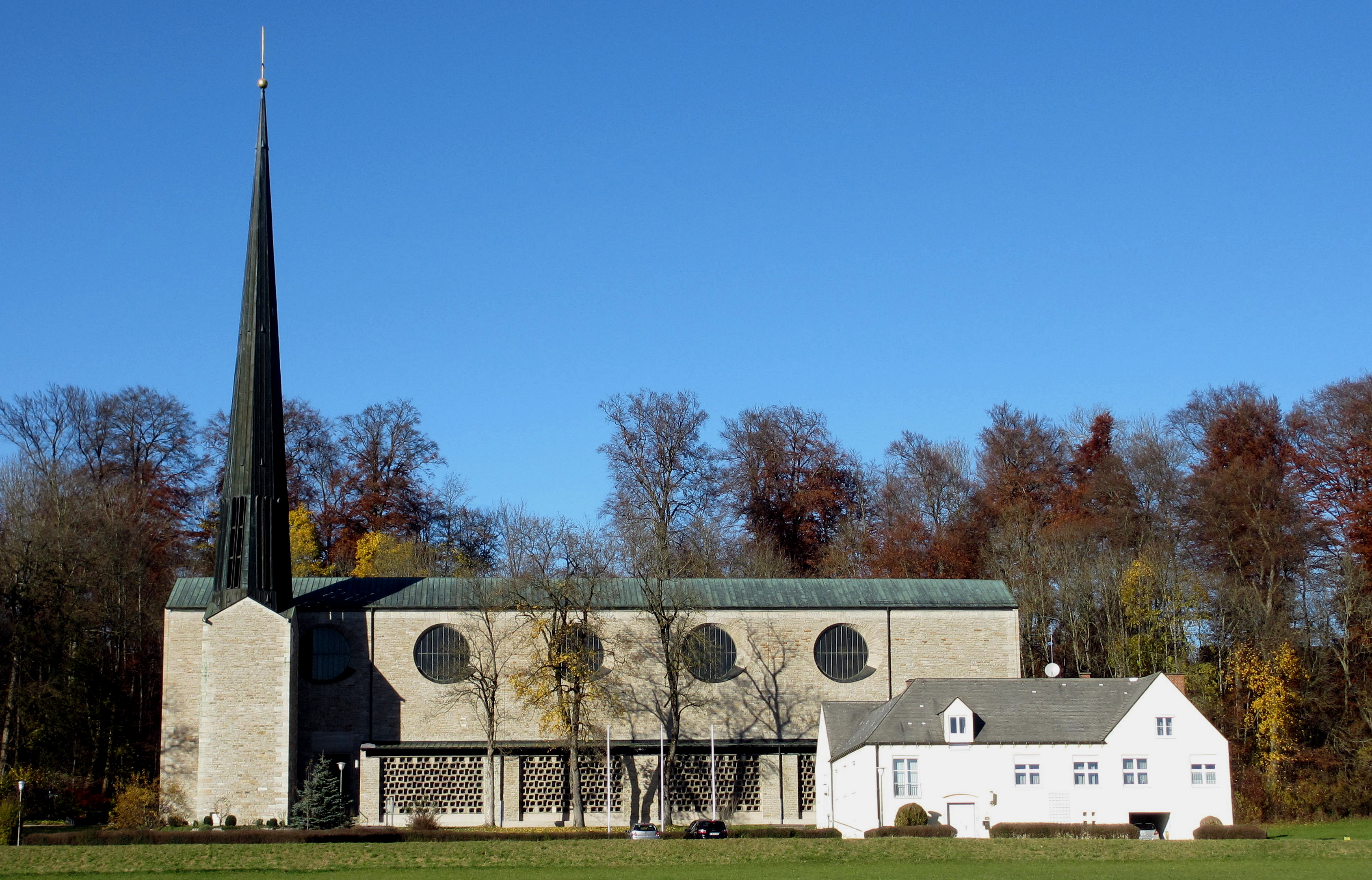
Söcking, Pfarrkirche St. Ulrich

### Einwohnerentwicklung
Zwischen 1988 und 2018 wuchs die Stadt von 19.845 auf 23.498 um 3.653 Einwohner bzw. um 18,4 %.

Einwohnerentwicklung von Starnberg von 1840 bis 2016

| Jahr | Einwohner |
| ---- | --------- |
| 1840 | 1.693     |
| 1871 | 2.433     |
| 1900 | 4.531     |
| 1925 | 6.878     |
| 1939 | 8.291     |
| 1950 | 14.157    |
| 1961 | 16.074    |
| 1970 | 18.036    |

| Jahr | Einwohner |
| ---- | --------- |
| 1987 | 19.411    |
| 1991 | 20.998    |
| 1995 | 21.340    |
| 2001 | 22.155    |
| 2005 | 23.115    |
| 2010 | 23.148    |
| 2015 | 22.939    |
| 2016 | 23.207    |

## Politik

### Bürgermeister

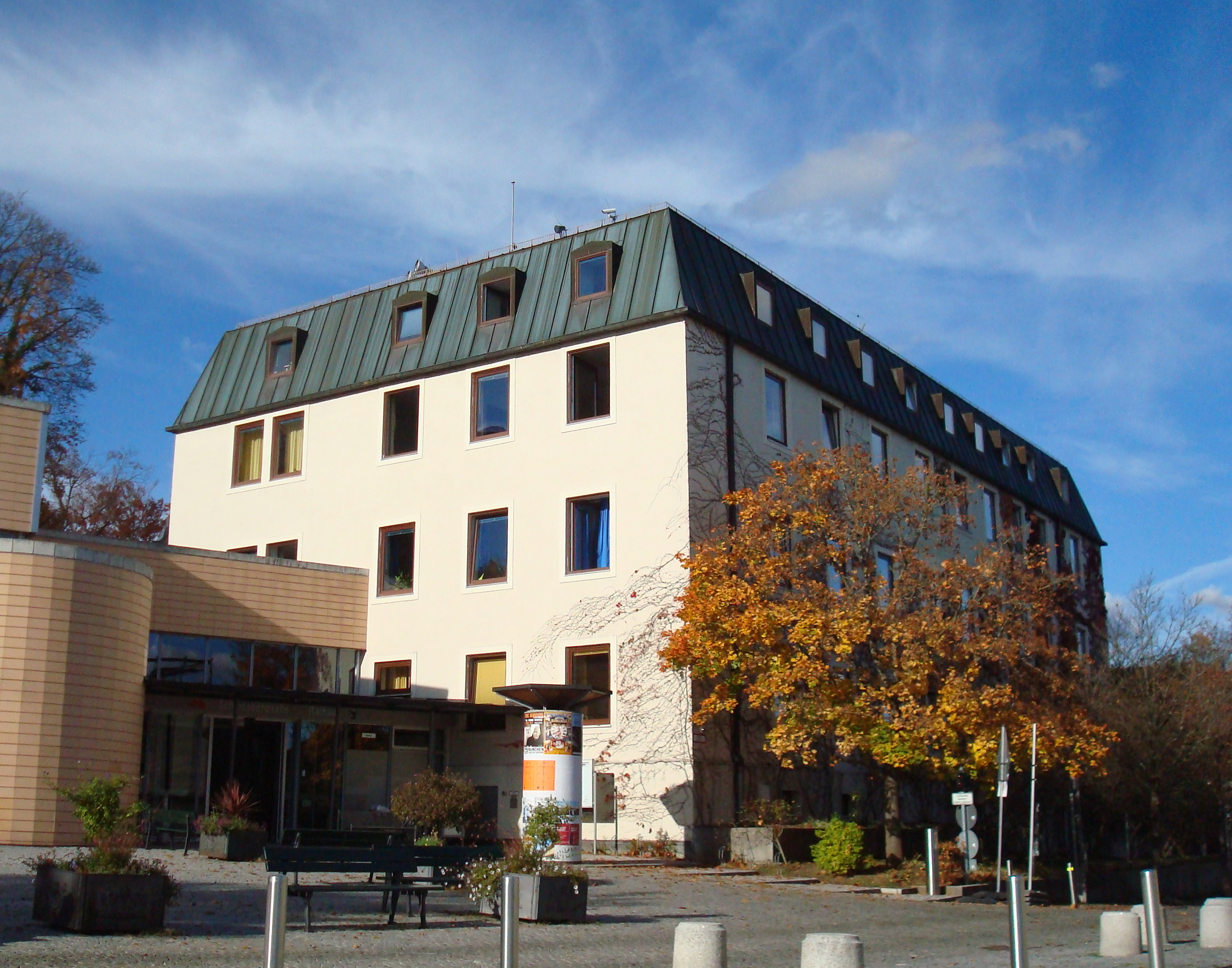
Rathaus der Stadt Starnberg

Erster Bürgermeister der Stadt Starnberg ist seit dem 1. Mai 2020 Patrick Janik (UWG). Dieser übernahm das Amt von Eva John (BMS) (Amtszeit 2014 bis 2020). Zuvor hatten Ferdinand Pfaffinger (UWG) (Amtszeit 2002 bis 2014) und Heribert Thallmair (CSU) (Amtszeit 1969 bis 2002) das Amt des Ersten Bürgermeisters inne.

### Stadtrat

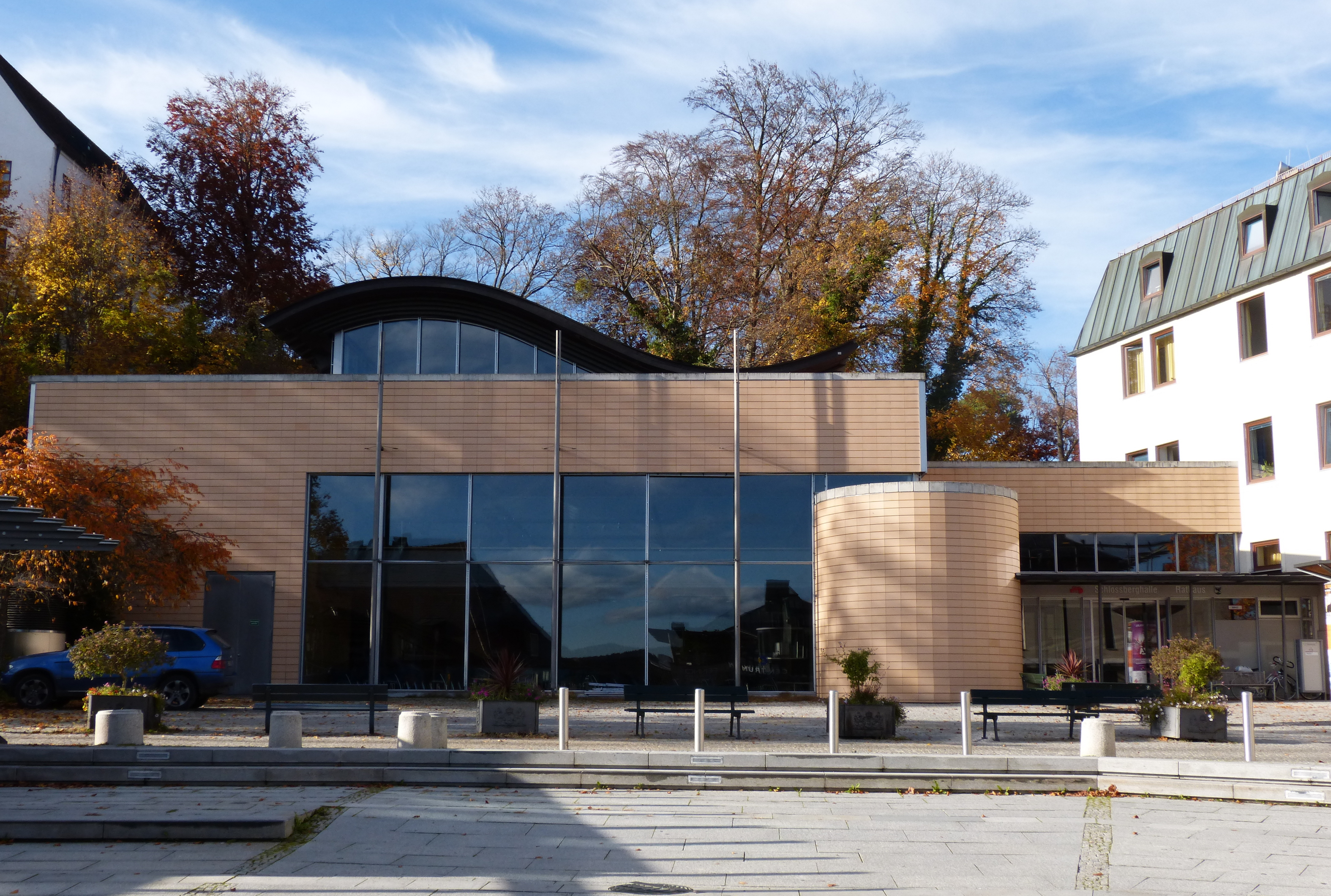
Starnberg, Schlossberghalle

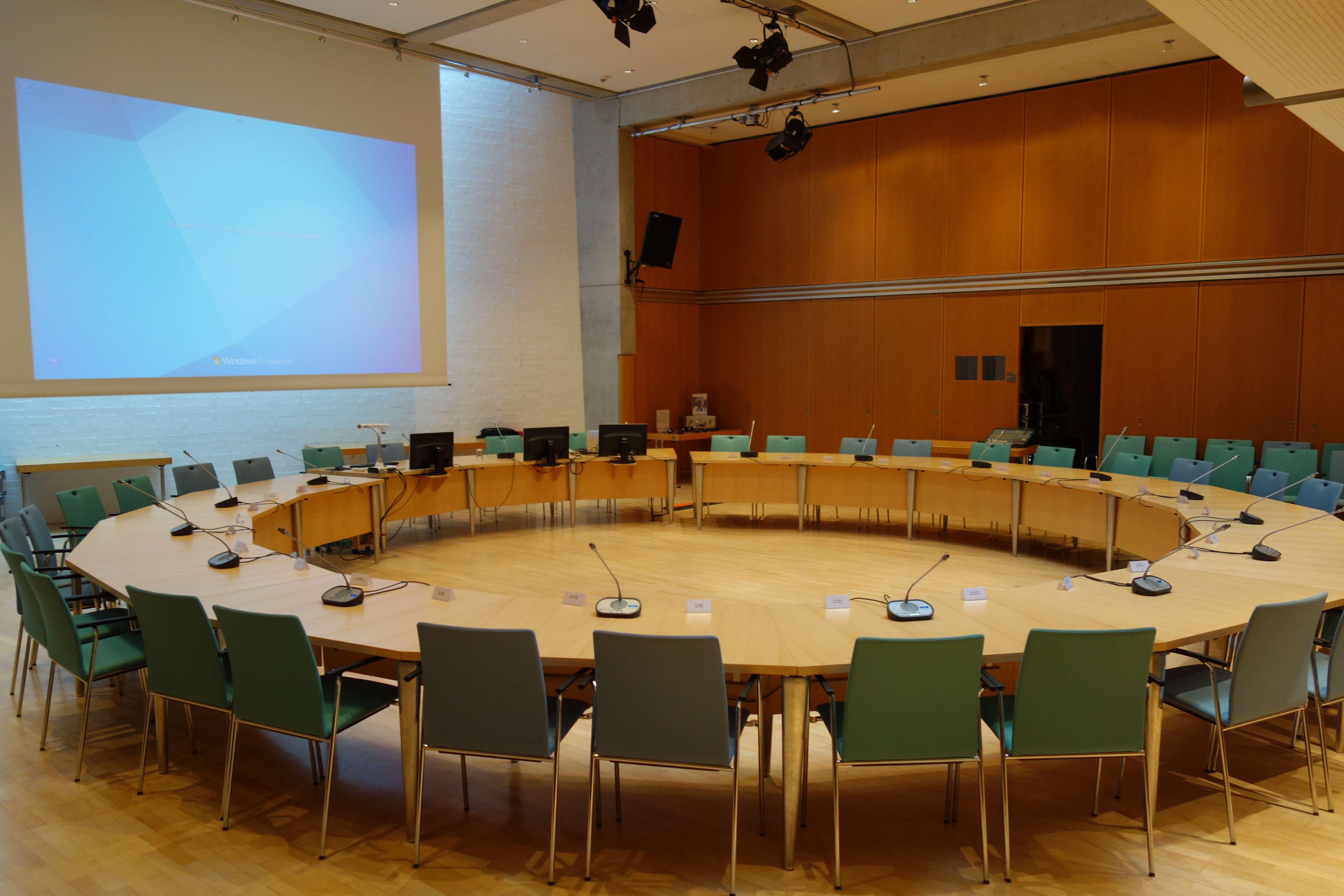
Kleiner Sitzungssaal der Schlossberghalle Starnberg

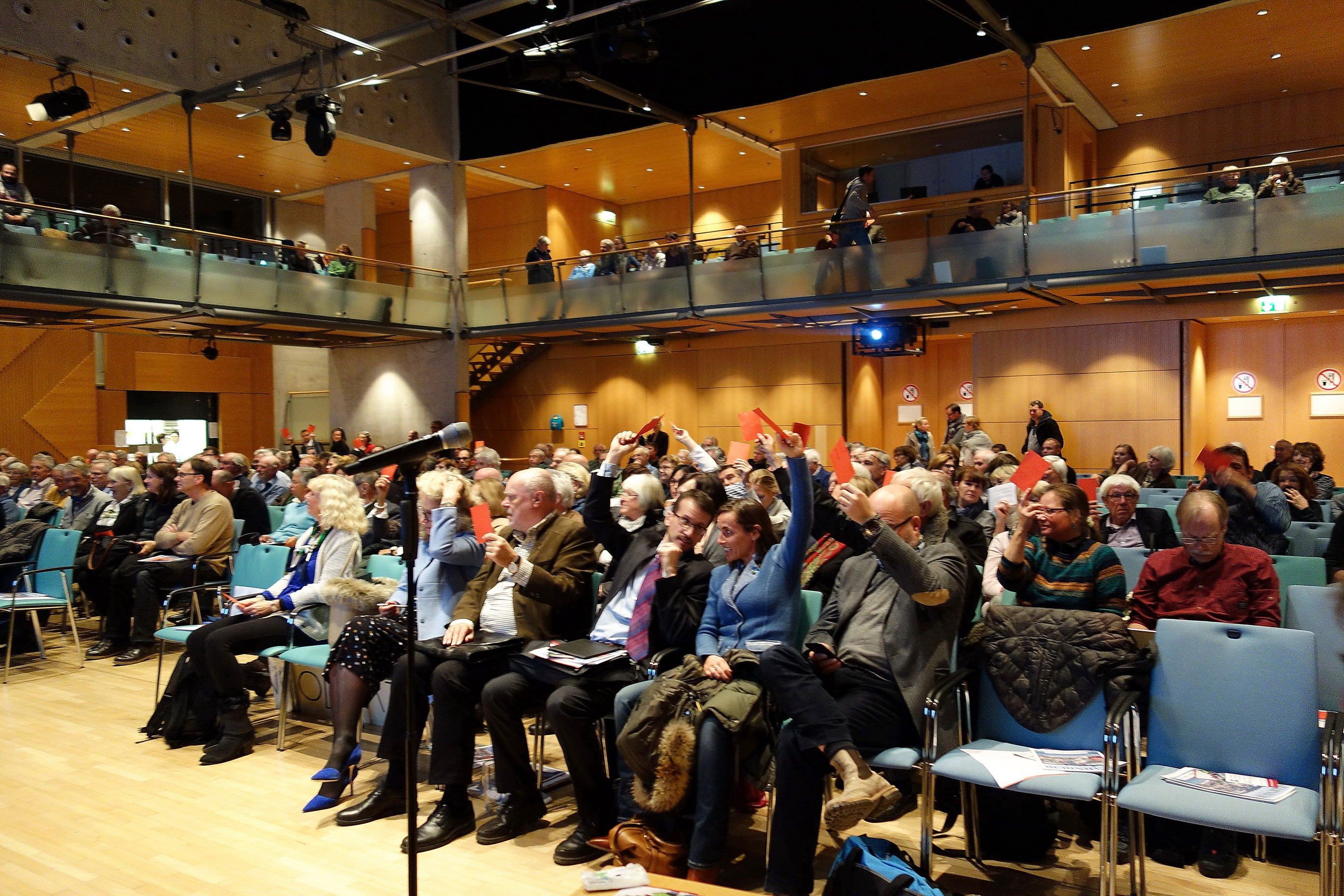
Bürgerversammlung im großen Saal der Schlossberghalle Starnberg

Der Stadtrat tagt in der Schlossberghalle, die mit einem großen und einem kleinen Saal ausgestattet ist. Dort finden auch Bürgerversammlungen, Konzerte, Festivals, Theater oder Kabarett sowie Ausstellungen und Lesungen statt.
|  | Stadtratswahl Starnberg 2020Wahlbeteiligung: 59,4 % 3020100 26,821,713,411,29,56,15,85,4 CSUGrüneBMScUWGWPSeSPDBLSgFDPGewinne und Verlusteim Vergleich zu 2015 %p 12 10 8 6 4 2 0 −2 −4 −6 −8−10+7,0+10,5−7,5+0,2−9,0+0,9−1,3−0,8CSUGrüneBMSUWGWPSSPDBLSFDPAnmerkungen:c Bündnis Mitte Starnberge Wählergemeinschaft Pro Starnbergg Bürgerliste Starnberg | Sitzverteilung im Stadtrat Starnberg 2020Insgesamt 30 Sitze - SPD: 2 - Grüne: 6 - WPS: 3 - BMS: 4 - BLS: 2 - UWG: 4 - FDP: 1 - CSU: 8 |

| Jahr | CSU | BMS | SPD | Grüne | FDP | BLS | WPS | UWG | DPF | gesamt | Wahlbeteiligung |
| ---- | --- | --- | --- | ----- | --- | --- | --- | --- | --- | ------ | --------------- |
| 2020 | 8   | 4   | 2   | 6     | 2   | 1   | 3   | 4   | —   | 30     | 59,4 %          |
| 2018 | 6   | 3   | 2   | 3     | 2   | 3   | 4   | 4   | 3   | 30     | —               |
| 2015 | 6   | 6   | 2   | 3     | 2   | 2   | 6   | 3   | —   | 30     | 48,8 %          |
| 2014 | 7   | 5   | 2   | 3     | 2   | 2   | 5   | 4   | —   | 30     | 56,3 %          |
| 2008 | 8   | —   | 3   | 3     | 2   | 8   | —   | 6   | —   | 30     | 58,8 %          |
| 2002 | 12  | —   | 4   | 2     | 2   | 5   | —   | 5   | —   | 30     | 57,5 %          |

BLS = Bürgerliste Starnberg      BMS = Bündnis Mitte Starnberg     WPS = Wählergemeinschaft Pro Starnberg     UWG = Unabhängige Wählergemeinschaft     DPF = Die ParteiFreien
- 2015: Aufgrund der ungeklärten Herkunft oder des Verbleibs von Stimmzetteln hat das Landratsamt Starnberg die Wahl des Starnberger Stadtrats von 2014 für ungültig erklärt. Eine Neuwahl des Gremiums fand am 19. April 2015 statt.[15]
- 2018: Veränderungen durch Parteiwechsel.[16]

### Weitere Wahlen
In der folgenden Tabelle sind die Ergebnisse von Bundes-, Landtags- und Europawahlen in Starnberg dargestellt.
| Jahr | Wahl           | Wbt. | CSU  | Grüne | AfD  | SPD  | FDP | Linke | BSW | FW   | Sonst. |
| ---- | -------------- | ---- | ---- | ----- | ---- | ---- | --- | ----- | --- | ---- | ------ |
| 2025 | Bundestagswahl | 86,4 | 40,1 | 16,7  | 12,2 | 11,5 | 8,2 | 4,5   | 2,4 | 1,8  | 2,6    |
| 2024 | Europawahl     | 70,6 | 38,1 | 16,0  | 8,5  | 9,3  | 8,6 | 1,0   | 3,4 | 4,2  | 10,9   |
| 2023 | Landtagswahl   | 74,0 | 37,2 | 20,3  | 9,2  | 7,6  | 7,8 | 1,2   | —   | 11,5 | 5,2    |

### Steuereinnahmen
Die Gemeindesteuereinnahmen betrugen im Jahr 2012 ca. 29,255 Millionen Euro, davon betrugen die Gewerbesteuereinnahmen (netto) umgerechnet 14,367 Millionen Euro.

### Städtepartnerschaft
Seit 1977 unterhält Starnberg eine aktive Städtepartnerschaft mit der französischen Stadt Dinard. Jährlich reist eine Delegation von Bürgern in die jeweils andere Stadt. Zwischen beiden Städten werden Schüleraustausche organisiert.

### Patenschaft
Starnberg ist die Patenstadt des Unterseebootes U 34 der Deutschen Marine, stationiert auf dem Marinestützpunkt Eckernförde.

## Wappen
|                         | Blasonierung: „In Silber auf grünem Dreiberg stehend ein flugbereiter, golden bewehrter schwarzer Star.“ |
| Wappenführung seit 1912 | |

## Wirtschaft

### Kaufkraft
Der Landkreis Starnberg und die zugehörige Stadt Starnberg standen laut GfK Marktforschung viele Jahre an der Spitze der Kaufkraftstatistik. Laut der GfK-Kaufkraft-Studie für 2013 hat der Landkreis Starnberg mit einem verfügbaren Pro-Kopf-Einkommen von 30.509 € erstmals seit 2008 wieder die Spitzenposition vom Hochtaunuskreis übernommen. Mit 33.102 Euro Pro-Kopf-Kaufkraft lag er 2018 44 Prozent über dem gesamtdeutschen Durchschnitt und war damit bundesweit an der Spitze.

### Wirtschaft einschließlich Land- und Forstwirtschaft
Es gab 2020 nach der amtlichen Statistik im Bereich der Land- und Forstwirtschaft 43, im produzierenden Gewerbe 1240 und im Bereich Handel und Verkehr 2398 sozialversicherungspflichtig Beschäftigte am Arbeitsort. In sonstigen Wirtschaftsbereichen waren am Arbeitsort 7535 Personen sozialversicherungspflichtig beschäftigt. Sozialversicherungspflichtig Beschäftigte am Wohnort gab es insgesamt 8675. Im verarbeitenden Gewerbe gab es zwei Betriebe, im Bauhauptgewerbe 15 Betriebe. Zudem bestanden im Jahr 2020 37 landwirtschaftliche Betriebe mit einer landwirtschaftlich genutzten Fläche im Jahr 2016 von 1175 ha, davon waren 569 ha Ackerfläche. Ein wichtiger Arbeitgeber ist Houdek, einer der größten Nahrungsmittelproduzenten des Freistaats. Ein weiteres großes Unternehmen mit Sitz in Starnberg ist Aenova. Die Aenova Group ist einer der größten Lohnfertiger für die pharmazeutische Industrie in Europa.

## Verkehr
Die Stadt Starnberg ist Vorreiterin in Sachen Barrierefreiheit. Sie beteiligte sich seit 2014 am Modellprojekt „Bayern Barrierefrei 2023“ der bayerischen Staatsregierung. Die Maßnahmen zur Barrierefreiheit, die in Zusammenarbeit mit aktiven Gruppen aus der Bürgerschaft, Betroffenen und mit Behindertenverbänden geplant wurden, umfassen unter anderem einen barrierefreien Umbau der Bushaltestellen, die Verbreiterung von Gehwegen und die Einführung eines Blindenleitsystems. Das Konzept wurde als Starnberger Standard bekannt.

### Straßenverkehr

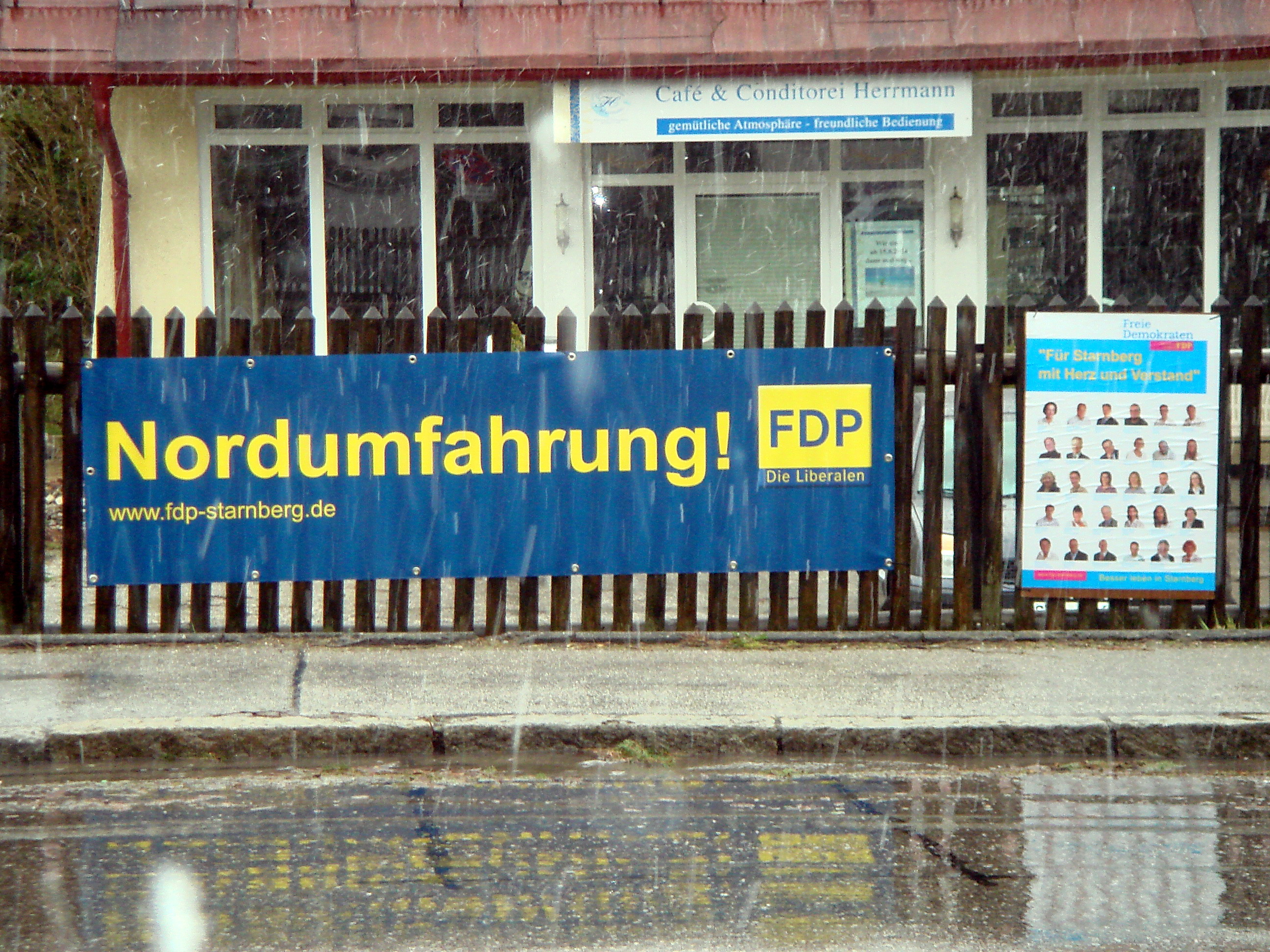
Wahlkampfbanner für die Nord-Ost-Umfahrung 2015

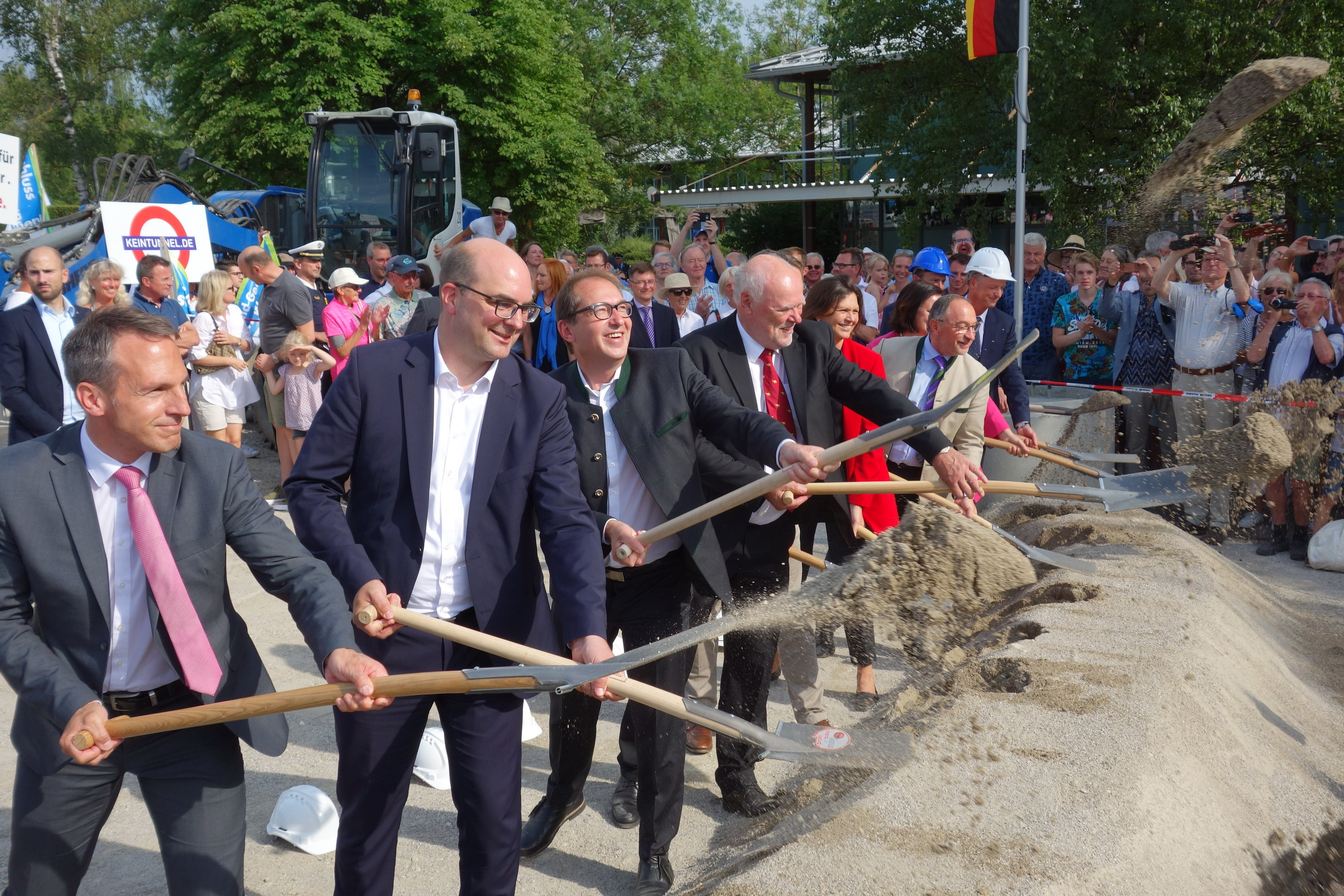
Offizieller Spatenstich zur Baumaßnahme des B2-Tunnels 2018

Starnberg liegt an der Bundesstraße 2, die zwischen München und Starnberg durch eine Autobahn ersetzt wurde (Übergang in die B 2 am Ende der Starnberger Bundesautobahn 952, die von der Bundesautobahn 95 München–Garmisch-Partenkirchen abzweigt). Da der gesamte Autoverkehr an das Westufer des Sees und in den Landkreis Weilheim-Schongau durch Starnberg läuft, ist das Verkehrsaufkommen durch die Stadt entsprechend hoch. Die Situation auf der Hauptverkehrsstraße wird dadurch verschärft, dass auch fast der gesamte innerörtliche Verkehr auf die Bundesstraße fixiert ist und Alternativrouten im Ort durch Verkehrsberuhigung oder andere Maßnahmen entweder verbaut oder unattraktiv gemacht wurden.
Ein Straßentunnel unter dem Ortszentrum wurde deswegen seit 1987 diskutiert. Ein Planfeststellungsbeschluss für einen solchen Tunnel lag bereits seit 2007 vor. Wegen geänderter Mehrheitsverhältnisse hatte der Stadtrat im Juli 2014 dennoch die Bauverwaltung beauftragt, das alte Konzept für eine Umfahrungsstraße als Alternative zu einem Tunnel vorzulegen, die jedoch, wie der Tunnel selbst, politisch instrumentalisiert wurde.
Am 20. Februar 2017 wurde dann doch der Bau des B2-Tunnels durch den Stadtrat genehmigt und im November 2018 die Westtangente fertiggestellt, die sich als Kreisstraße seit 2008 in Planung befand. Im Beschluss zum Tunnelbau wurde zusätzlich die Planung der sog. „Nord-Ost-Umfahrung“ beauftragt, die als Ergänzung zum Tunnel nach dessen Fertigstellung realisiert werden sollte. Diese Umfahrung Starnbergs durch FFH-Gebiete war jedoch von Anbeginn umstritten, von Fachleuten als unrealistisch eingestuft worden und wurde durch Stadtratsbeschluss im Sommer 2022 aufgegeben. Nachdem das Münchner Verwaltungsgericht im März 2018 ein Bürgerbegehren gegen den Bau des B2-Tunnel in Starnberg für nicht zulässig befunden hatte, erfolgte im Rahmen der vorbereitenden Maßnahmen zum Tunnelbau am 20. Juli 2018 der offizielle Spatenstich, wie erwartet unter Protesten von Tunnelgegnern. Einige Monate später war dann, nach zwei Jahrzehnten Vorlauf, auch die Westumfahrung fertiggestellt, eine parallele Entlastungsmaßnahme für den B2-Tunnel, die Anfang Dezember 2018 eingeweiht wurde. Wegen des vorliegenden rechtskräftigen Planfeststellungsbeschlusses für den Tunnel und infolge der Finanzierungszusage durch den damaligen Bundesverkehrsminister Alexander Dobrindt wurde mit dem eigentlichen Tunnel-Baubeginn im Jahre 2019 gerechnet. Dieser sollte im Jahre 2025 fertiggestellt sein und eine Länge von 1878 Metern haben.
Sicherheitsbedingte Nachbesserungen für den Tunnel, die von der Regierung Oberbayern im Rahmen eines Planänderungsverfahrens genehmigt werden müssen, verursachten inzwischen gravierende Zeitverschiebungen: „Die ursprünglich angepeilte Fertigstellung fürs Jahr 2026 ist längst hinfällig. Frühestens 2032, womöglich noch später, könnte die Freigabe des Tunnels erfolgen“, so die Meldung in der Lokalpresse Anfang 2023. Bereits Ende 2022 zeichnete sich ab, dass der Tunnel später fertig und teurer werden würde. Wichtige Vorarbeiten im nördlichen Zulaufbereich des Tunnels sind immerhin abgeschlossen und mit den Baumrodungsarbeiten für den Neubau der Eisenbahnbrücke wurde begonnen.

### Bahnverkehr

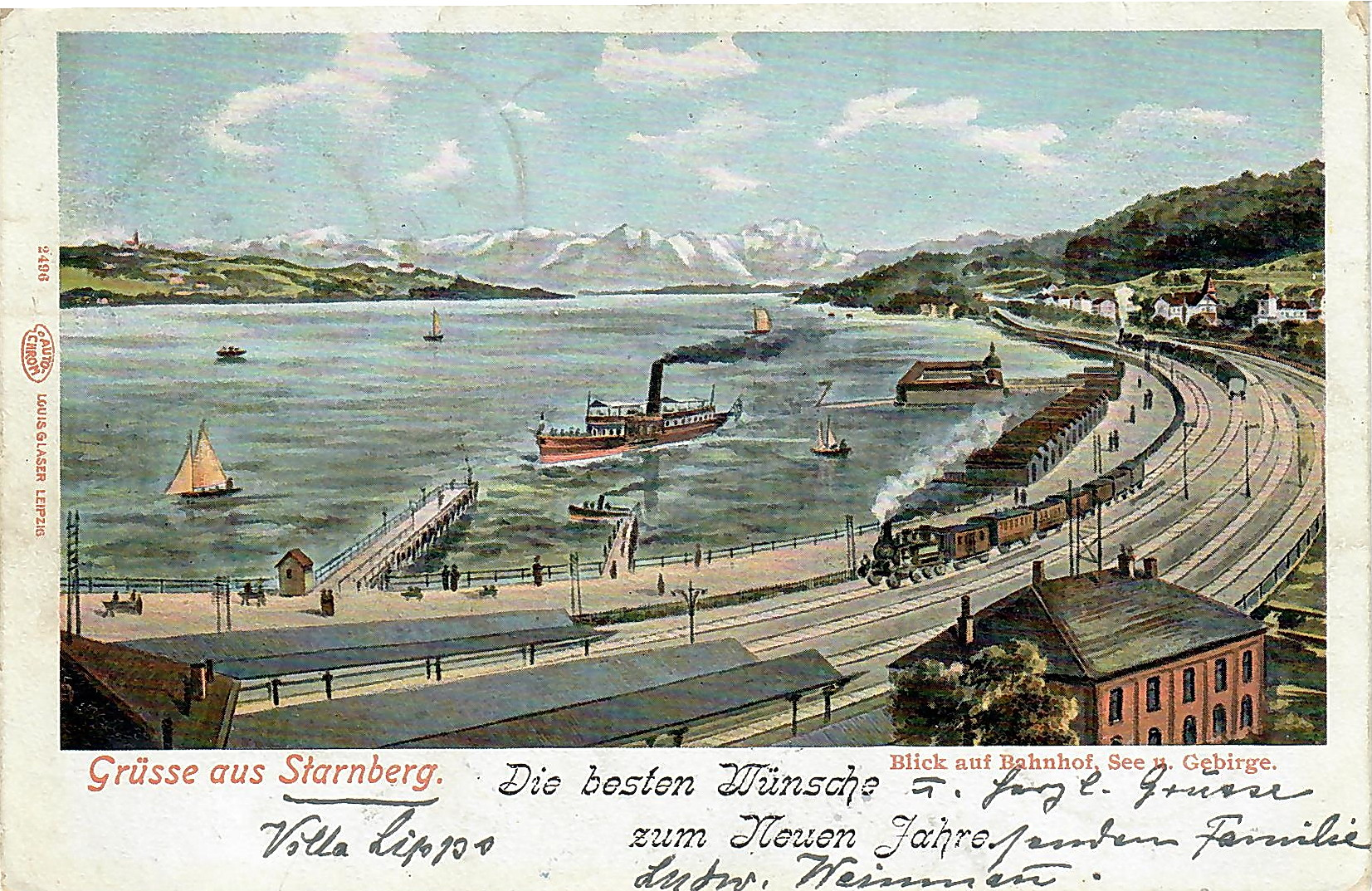
Ein Problem seit über hundert Jahren, die Trennung von Stadt und See

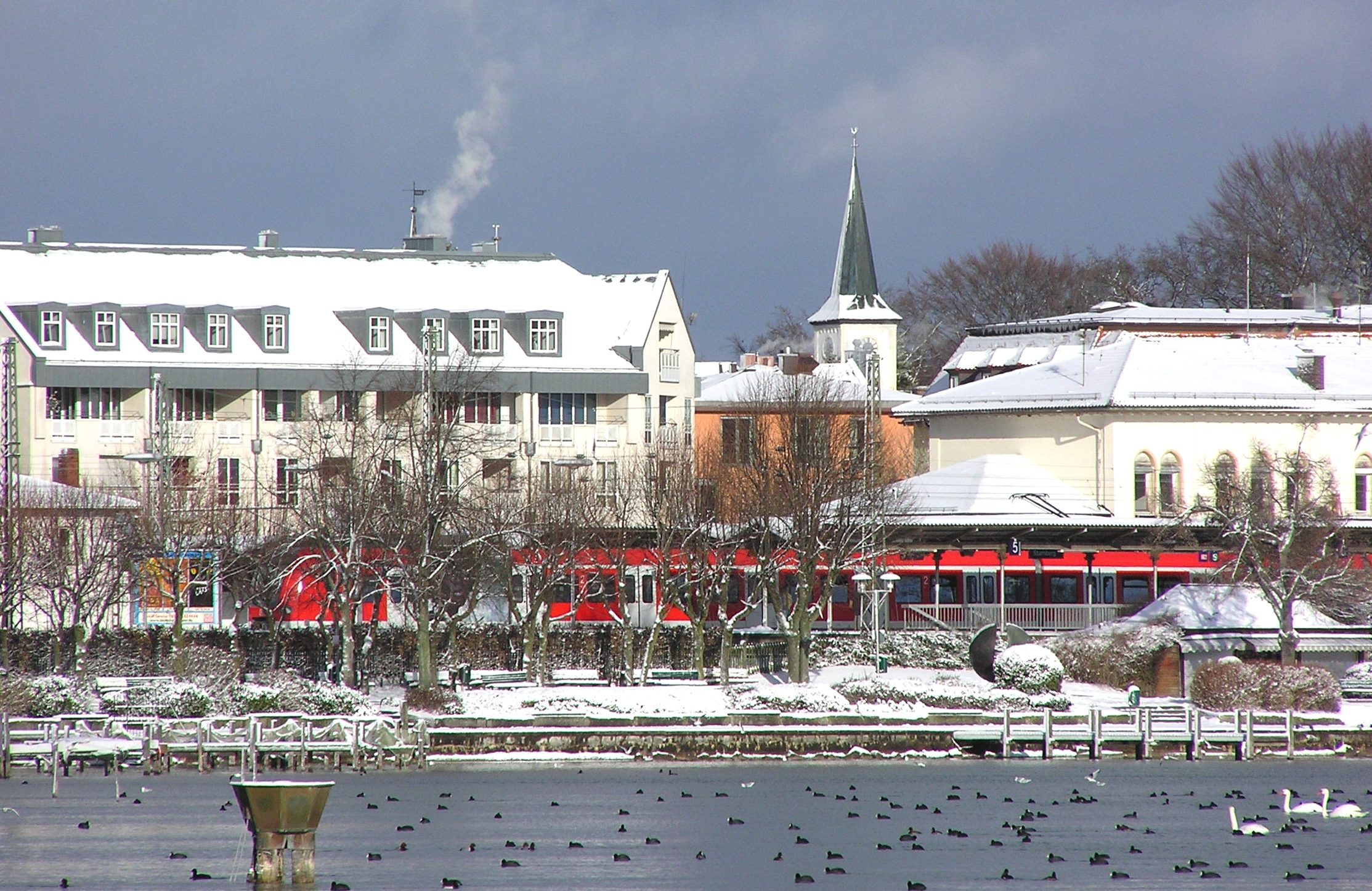
Der Bahnhof Starnberg am See

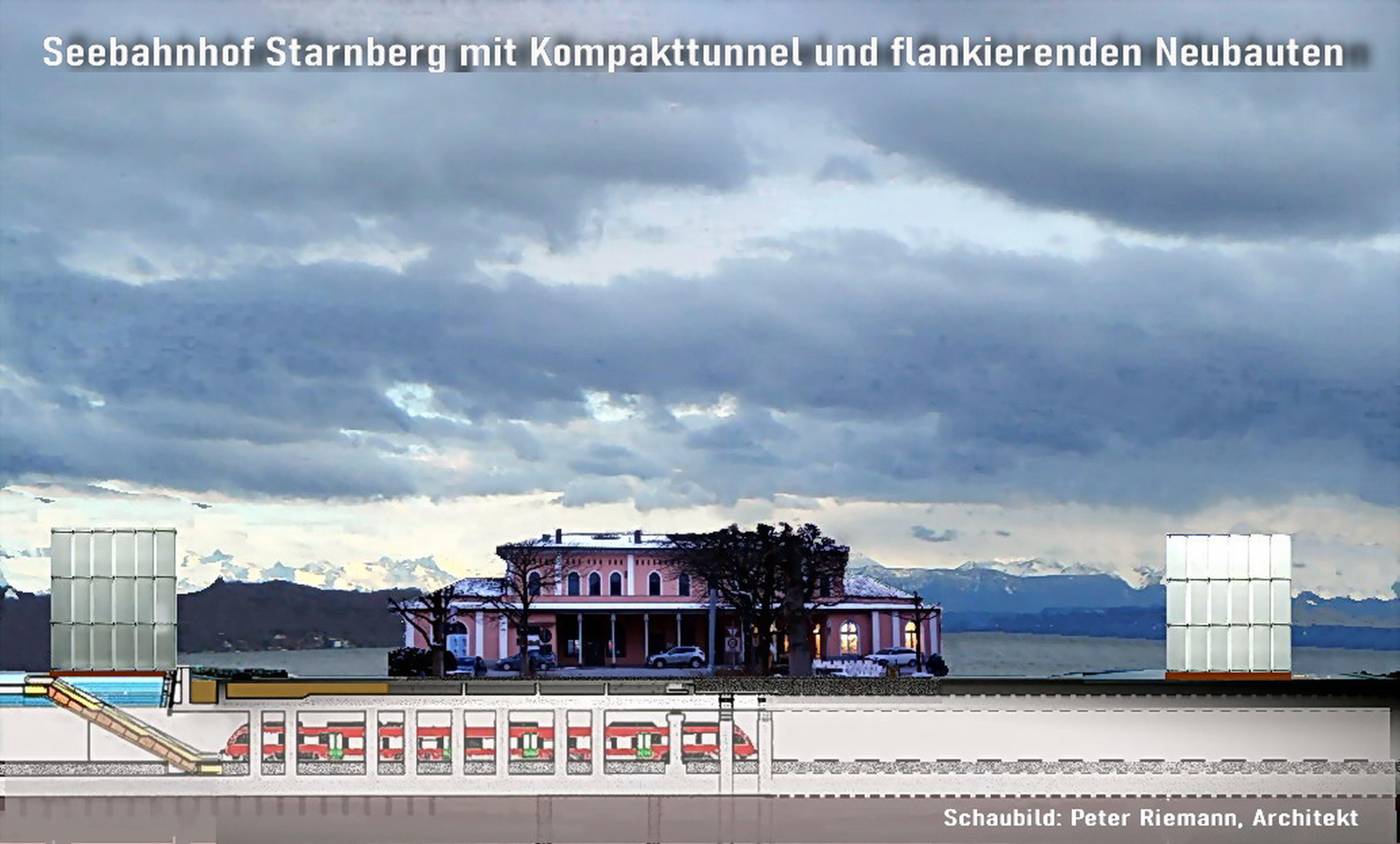
Kulturbahnhof See mit Neubauten über Kompakttunnel

1854 eröffneten die Königlich Bayerischen Staatseisenbahnen eine Bahnstrecke von München nach Starnberg, die 1865 nach Tutzing und Weilheim verlängert wurde. Die Bahnstrecke wurde gebaut, um den Ausflugsverkehr aus München und zu den Dampfschiffen auf dem See zu fördern. Sie verläuft deshalb zwischen Stadt und Seeufer, um ein einfaches Umsteigen von der Bahn auf die Schiffe zu ermöglichen. Allerdings wurde die Stadt dadurch urban vom Wasser abgeschnitten, mit negativen Auswirkungen für die Bewohner und den Tourismus. Zum Bauzeitpunkt war der sumpfige Uferbereich in Staatsbesitz und konnte deshalb nach Trockenlegung ohne teure Übernahme von bereits vergebenen Grundstücken bebaut werden. Die gravierenden städtebaulichen Auswirkungen dieser Entscheidung wurden erst Jahrzehnte später deutlich.
Nachdem die Trennung von Stadt und See jahrelang durch die Bahnlinie beklagt und viele Versuche einer „Seeanbindung“ u. a. mit Bürgerbeteiligungen unternommen wurden, um die negativen Auswirkungen der Gleislage abzumildern, präsentierte Maschinenbauingenieur Lutz Janssen im Sommer 2015 eine mit anderen Fachleuten abgestimmte und technisch ausgereifte Lösung für einen Kompakttunnel, Die Kostenkalkulation für diese Alternative zur beabsichtigten Gleisverlagerung belief sich mit dem Gegenwert der freiwerdenden Grundstücke auf ein Plus von ca. 120 Mio. Euro. Das Projekt, das nach mehreren Überarbeitungen im Februar 2018 dem Rat vorgestellt wurde und eine großräumige städtebauliche Anbindung an den See ermöglicht hätte, fand jedoch keine Mehrheit. Die Verlagerung der Gleiskörper blieb weiter ein politischer Zankapfel bis Ende 2017 die Deutsche Bahn erneut, wie schon 2013, an das Auslaufen des Bahnvertrags erinnerte und mit einer Schadensersatzklage in Höhe von 170 Millionen Euro drohte. Daraufhin einigten sich beide Parteien, Stadt und DB, auf ein Schlichtungsverfahren. Das stockte zeitweise wegen einer Klage der Landesanwaltschaft Bayern gegen die damalige Bürgermeisterin Eva John und drohte nach ca. drei Jahren ganz zu scheitern. Erst nach weiteren Verhandlungen gelang Ende 2022 eine außergerichtliche Einigung, die von der Stadt als „großer Erfolg“ gefeiert wurde. „Das Jahrhundertprojekt, das noch Jahrzehnte bis zur Vollendung dauern dürfte“ um mit der Gleisverlegung eine günstigere Anbindung an den See zu erreichen, bleibt allerdings wegen technischer Details und der Finanzierung ein städtisches Dauerthema.
Eine erhoffte Finanzierungszusage für das Projekt durch Land und Bund (Ansatz: 177 Millionen Euro) blieb allerdings aus. Wegen der Deckungslücke in Höhe von 80 Millionen Euro nahm Bürgermeister Janik Anfang 2024 notgedrungen das vereinbarte Sonderkündigungsrecht in Anspruch. Es musste neu verhandelt werden. „Zudem formierte sich Widerstand in der Bürgerschaft, weil im Süden der Stadt eine Wendeanlage mit Abstellgleis entstehen soll.“ Auch das war ein jahrelanger Streitpunkt mit der Bahn, weshalb die Gegner einer großen Lösung für die Seeanbindung, insbesondere der Verein „Schöner zum See“ (SzS) mit der ehemaligen Stadträtin und Planungsreferentin Iris Ziebart, Anfang Juli 2024, eine Abwandlung ihres Alternativkonzepts vorschlugen: Verzicht auf Änderungen an der bestehenden Gleislage, Aufgabe der alten und Bau einer neuen Unterführung im Osten des denkmalgeschützten und sanierungsbedürftigen Bahnhofs. Unklar ist, ob die Bahn wegen der vielen technischen Probleme (Lärmschutz, Seeaufschüttung, Hoch- und Grundwasserproblematik), der Finanzierung, der eigenen Vorgaben und wegen der juristischen Aspekte des Bahnvertrags auf diesen Vorschlag einer „Seeanbindung 2.0“ überhaupt eingehen wird.
Seit 1972 ist Starnberg an das Netz der S-Bahn München angeschlossen. Neben dem viergleisigen Bahnhof Starnberg von 1855, der direkt am Seeufer liegt, existiert seit dem 10. Juni 2001 der neue Haltepunkt Starnberg Nord. Beide Stationen werden im 20-Minuten-Takt durch die Linie S6 von Tutzing nach Ebersberg bedient. Zudem halten in der Regel stündlich Regionalbahnen von München Hauptbahnhof über Tutzing nach Kochel bzw. Weilheim am alten Bahnhof Starnberg.
| Linie | Linienverlauf |
| ----- | --- |
| S6    | Tutzing – Feldafing – Possenhofen – Starnberg – Starnberg Nord – Gauting – Stockdorf – Planegg – Gräfelfing – Lochham – Westkreuz – Pasing – Laim – Hirschgarten – Donnersbergerbrücke – Hackerbrücke – Hauptbahnhof – Karlsplatz (Stachus) – Marienplatz – Isartor – Rosenheimer Platz – Ostbahnhof – Leuchtenbergring – Berg am Laim – Trudering – Gronsdorf – Haar – Vaterstetten – Baldham – Zorneding – Eglharting – Kirchseeon – Grafing Bahnhof – Grafing Stadt – Ebersberg |

### Busverkehr
Die Stadt Starnberg ist mit insgesamt zehn Regionalbuslinien in das Netz des Münchner Verkehrs- und Tarifverbund eingebunden. Starnberg liegt hier in den Tarifzonen 2 und 3. Darüber hinaus ist Starnberg mit den beiden Expressbuslinien  X900 und  X970 an den Expressbus-Ring in Richtung Fürstenfeldbruck und Wolfratshausen - Bad Tölz angebunden.

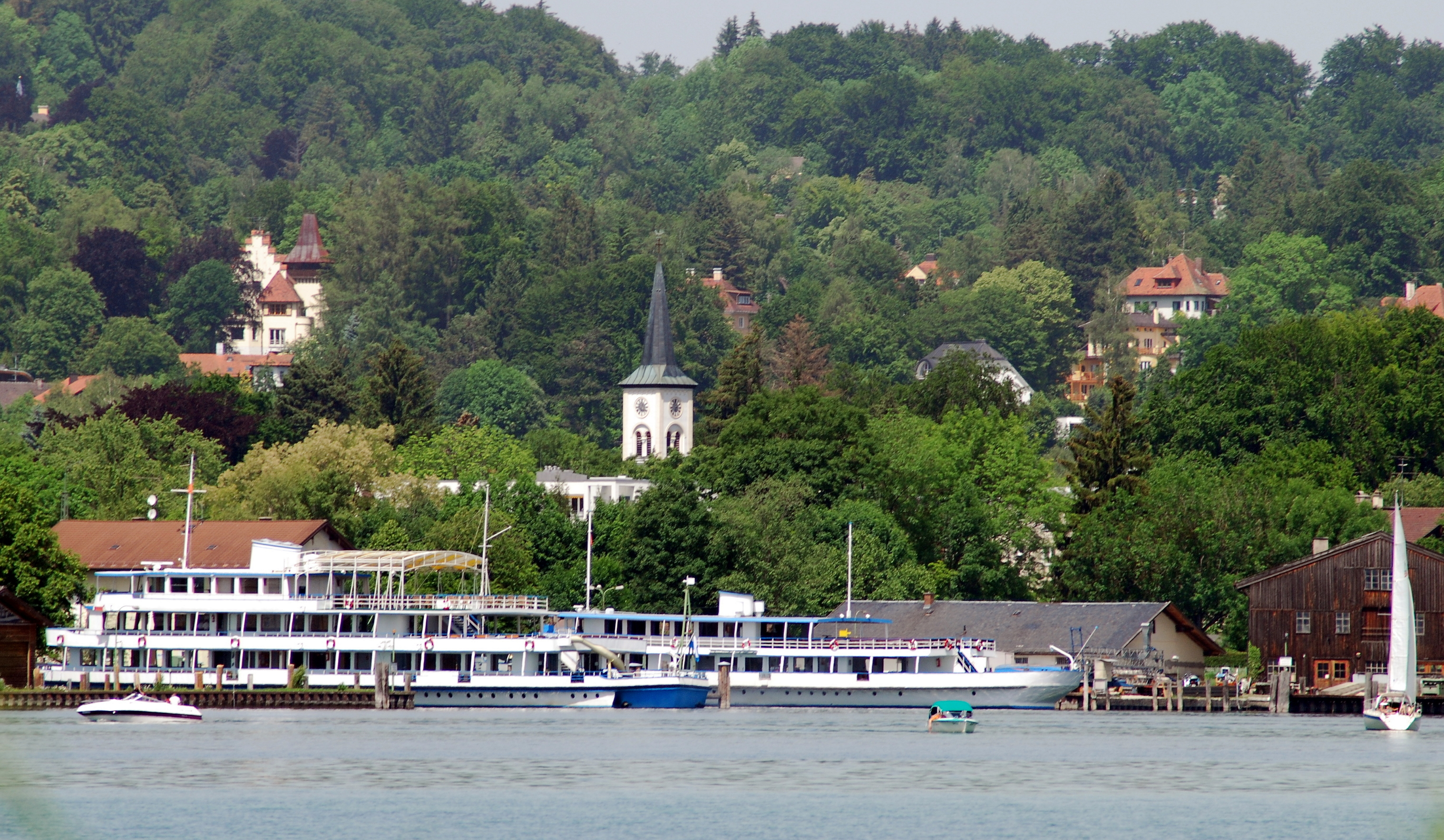
Hafen und Werft der Bayerischen Seenschifffahrt

| Linie | Linienverlauf                                                                                      | Verkehrsunternehmen            |
| ----- | -------------------------------------------------------------------------------------------------- | ------------------------------ |
| X900  | Buchenau S – Fürstenfeldbruck S R – Gilching-Argelsried S – Starnberg S R                          | AmperBus GmbH                  |
| X970  | Starnberg S R - Wolfratshausen S - Bad Tölz R                                                      | Geldhauser                     |
| 901   | StadtBus: Starnberg S R – Blumensiedlung - Hanfeld - Starnberg S R                                 | Geldhauser und RVO             |
| 902   | StadtBus: Starnberg Nord S - Starnberg S R - Klinikum-MediCenter - Cappius - Söcking, Bründelwiese | Geldhauser und RVO             |
| 903   | StadtBus: Waldspielplatz - Starnberg S R - Auersberg                                               | Geldhauser und RVO             |
| 904   | Starnberg Nord - Am Schloßhölzl - Wangen - Schäftlarn, Kloster - Leutstetten - Starnberg Nord      | DB Regio Bus Bayern GmbH (DRB) |
| 909   | Maising - Starnberg S R - Starnberg Nord S                                                         | Geldhauser                     |
| 950   | Starnberg Nord S - Oberalting - Frieding - Herrsching S                                            | Geldhauser und RVO             |
| 951   | Starnberg Nord S - Andechs - Herrsching S                                                          | Geldhauser und RVO             |
| 955   | Weßling S - Starnberg Nord S                                                                       | Demmelmair                     |
| 956   | Aschering - Wieling - Pöcking - Possenhofen S - Starnberg S R                                      | Geldhauser                     |
| 961   | Ammerland - Münsing - Starnberg Nord S                                                             | DB Regio Bus Bayern            |
| 975   | Starnberg S R - Wolfratshausen S                                                                   | DB Regio Bus Bayern            |

### Bayerische Seenschifffahrt
Die Bayerische Seenschifffahrt hat in Starnberg außer dem Anlegesteg einen Hafen mit angegliederter Werft, wo der Betriebsteil Starnberger See mit etwa 30 Mitarbeitern die sechs auf dem Starnberger See verkehrenden Fahrgastschiffe betreut, darunter den Katamaran MS Starnberg mit 54 m Länge und Platz für 800 Personen.

## Bildung

### Kindergärten und Schulen
- Kindergärten: 18
- Grundschulen: 3
- Mittelschulen: Mittelschule Starnberg
- Gymnasien: Gymnasium Starnberg
- Förderschulen: Franziskus-Schule – Schule zur individuellen Lebensbewältigung, Fünfseen-Schule – Schule zur individuellen Lernförderung
- Montessorischule
- Munich International School
- Berufliche Schulen: Staatliches Berufliches Zentrum Starnberg, IB-Medizinische Akademie Starnberg
- Fachoberschule: Fachbereiche Sozialwesen sowie Wirtschaft und Verwaltungen
- Hochschule für den öffentlichen Dienst in Bayern: Fachbereich Rechtspflege

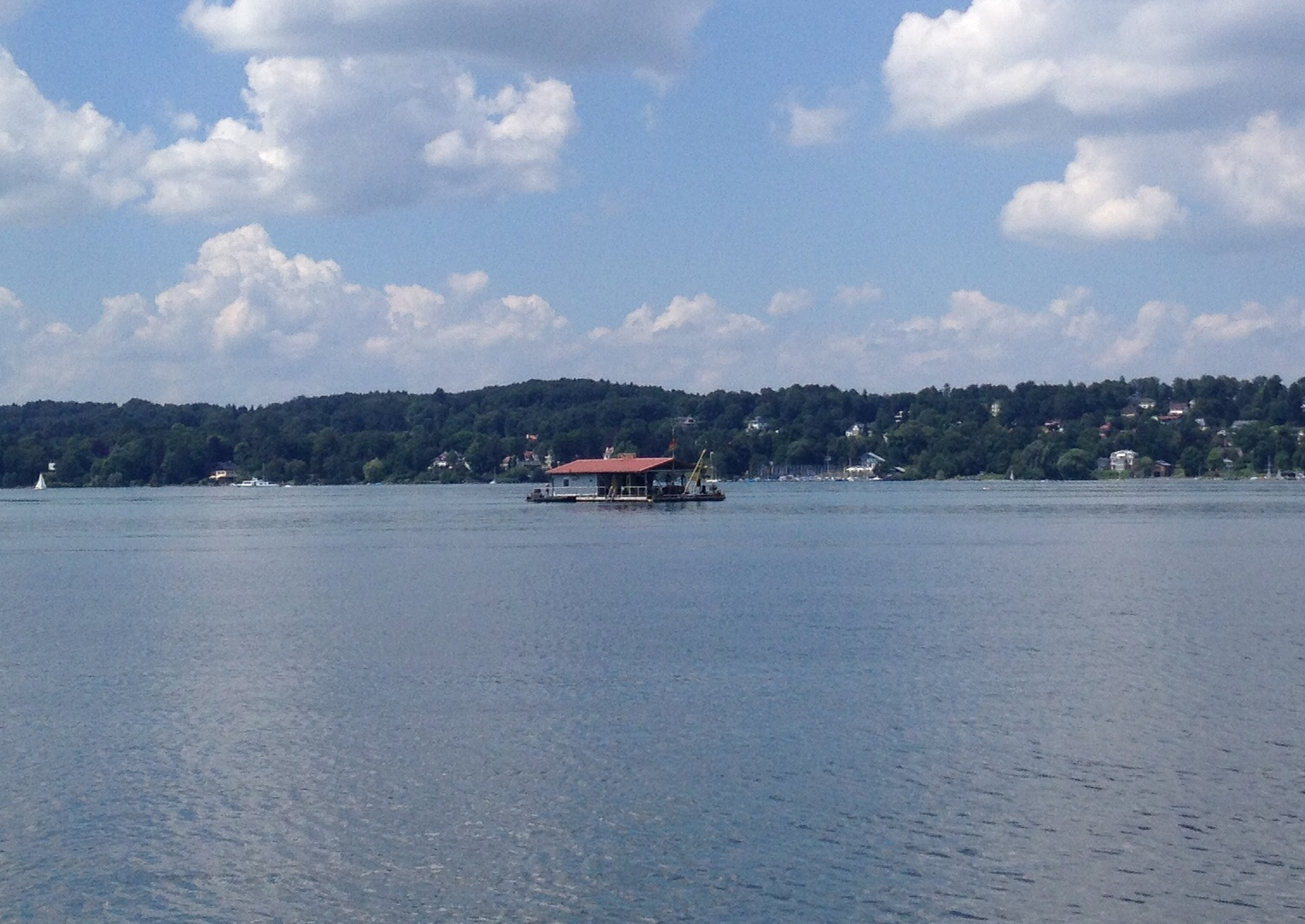
Taucherplattform der Bundeswehr zur Pioniertaucherausbildung auf dem Starnberger See

- Volkshochschule Starnberger See

### Taucherausbildungszentrum Percha
In Gemeindeteil Percha befindet sich direkt am Starnberger See seit 1960 das Taucherausbildungszentrum Percha, eines von zwei Taucherausbildungszentren der Bundeswehr zur Ausbildung von Heerestauchern. Im Zentrum werden vor allem Pioniertaucher ausgebildet. Zum Ausbildungszentrum gehören zwei gelegentlich auf dem offenen See schwimmende Ausbildungsplattformen, die vor allem der Ausbildung im Tieftauchen für die Pioniertaucher dienen. Bei Bedarf werden auch Taucher des Technischen Hilfswerkes ausgebildet.

## Sport
Die Stadt listet online über fünfzig Vereine auf, in denen sich Menschen zu gemeinsamen sportlichen Aktivitäten zusammengeschlossen haben. Besonders hervorzuheben sind hier acht Turn- und Sportvereine mit einem reichhaltigen Angebot unterschiedlichster Sportarten, unter denen sich auch ausgefallenere Sparten wie etwa Square Dance befinden. Überregional bekannt ist die Fußballmannschaft des TSV Perchting-Hadorf, die 2014/15 in der A-Klasse und die des F.T. Starnberg 09, die in der Kreisklasse spielt.
Dass sich das Sportschießen großer Beliebtheit erfreut, zeigt sich daran, dass in Starnberg sieben Schützenvereine beheimatet sind.
Die größte Anzahl verschiedener Clubs bezieht sich jedoch auf den Starnberger See. Sie wurden teilweise – wie etwa der Münchener Ruder- und Segelverein „Bayern“ von 1910, der Münchner Yacht-Club oder der Bayerische Yacht-Club – schon zu Zeiten gegründet, als Starnberg noch ein Seebad war. Der Initiative dieser Vereine sind in den Sommermonaten viele Regatten mit internationaler Besetzung zu verdanken.
Eine weitere Möglichkeit zur sportlichen Betätigung bieten zwei 18-Loch Golfplätze. Einer von ihnen befindet sich im Gemeindeteil Hadorf. Seine Besonderheit besteht darin, dass im Winter bei entsprechender Witterung auf der weiten Fläche Loipen gespurt werden, die auch Langläufern das Ausüben ihres Sports ermöglichen.

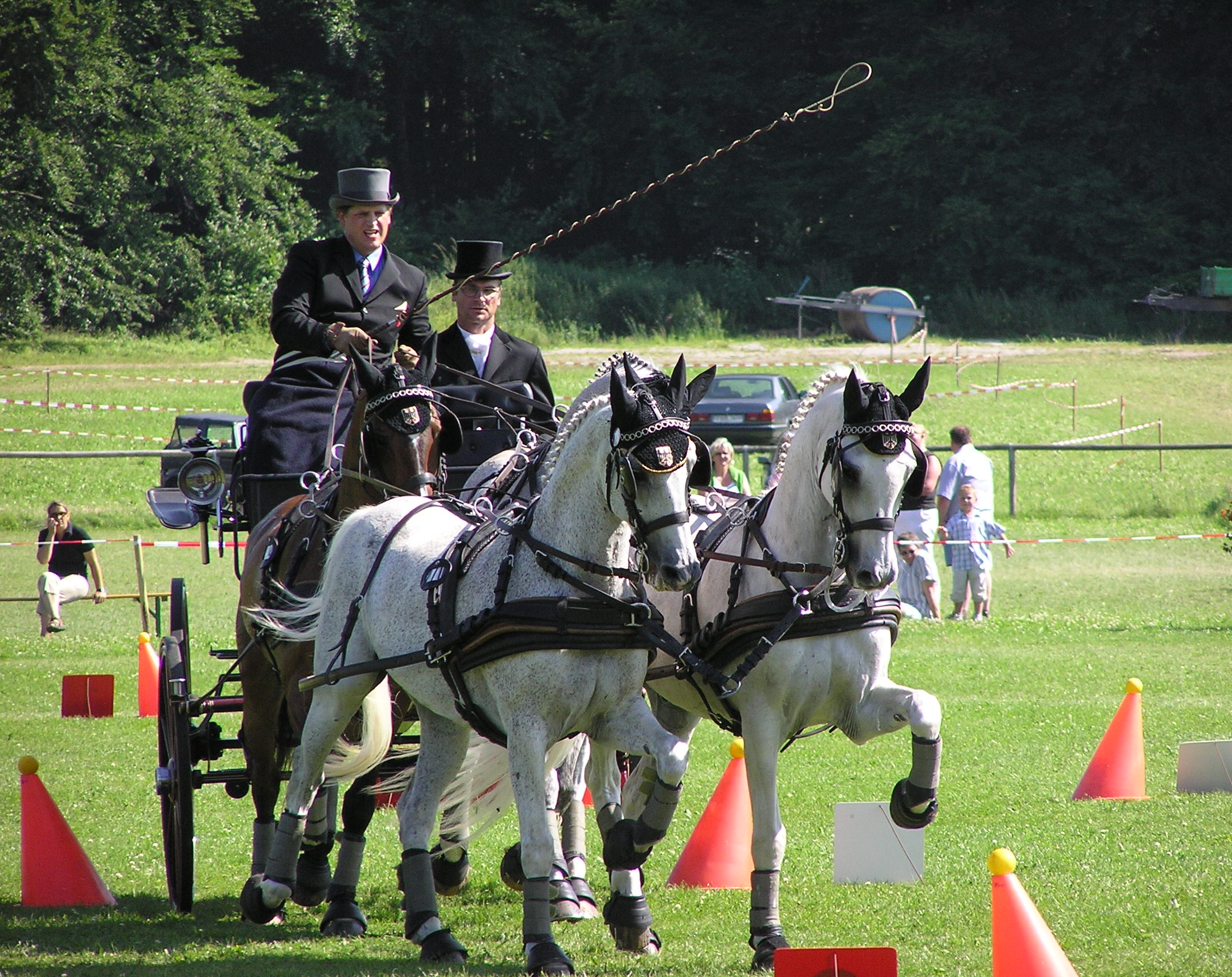
Fahrsport-Turnier in Starnberg-Landstetten

In den ländlichen Gebieten der Stadt spielt der Pferdesport eine große Rolle. 2010 standen beim Viehbestand 462 Rindern 409 Pferde gegenüber. Hinzu kommt noch die Pensionspferdehaltung, die durch die Übernahme von Diensten wie Füttern, Misten und Einstreuen auch Reitern mit städtischem Wohnsitz das Halten eines Pferdes erlaubt.
Tennisplätze und ein Wasserpark stehen für die Menschen zur Verfügung, die lieber im privaten Umfeld Sport betreiben. Radler und Skater nutzen die vielfach vorhandenen asphaltierten Wirtschaftswege; Wanderer und Jogger hingegen lieben für ihre Ausflüge das Mühlthal und die im westlichen Teil der Stadt gelegenen Moränenhügel.

### Baudenkmäler

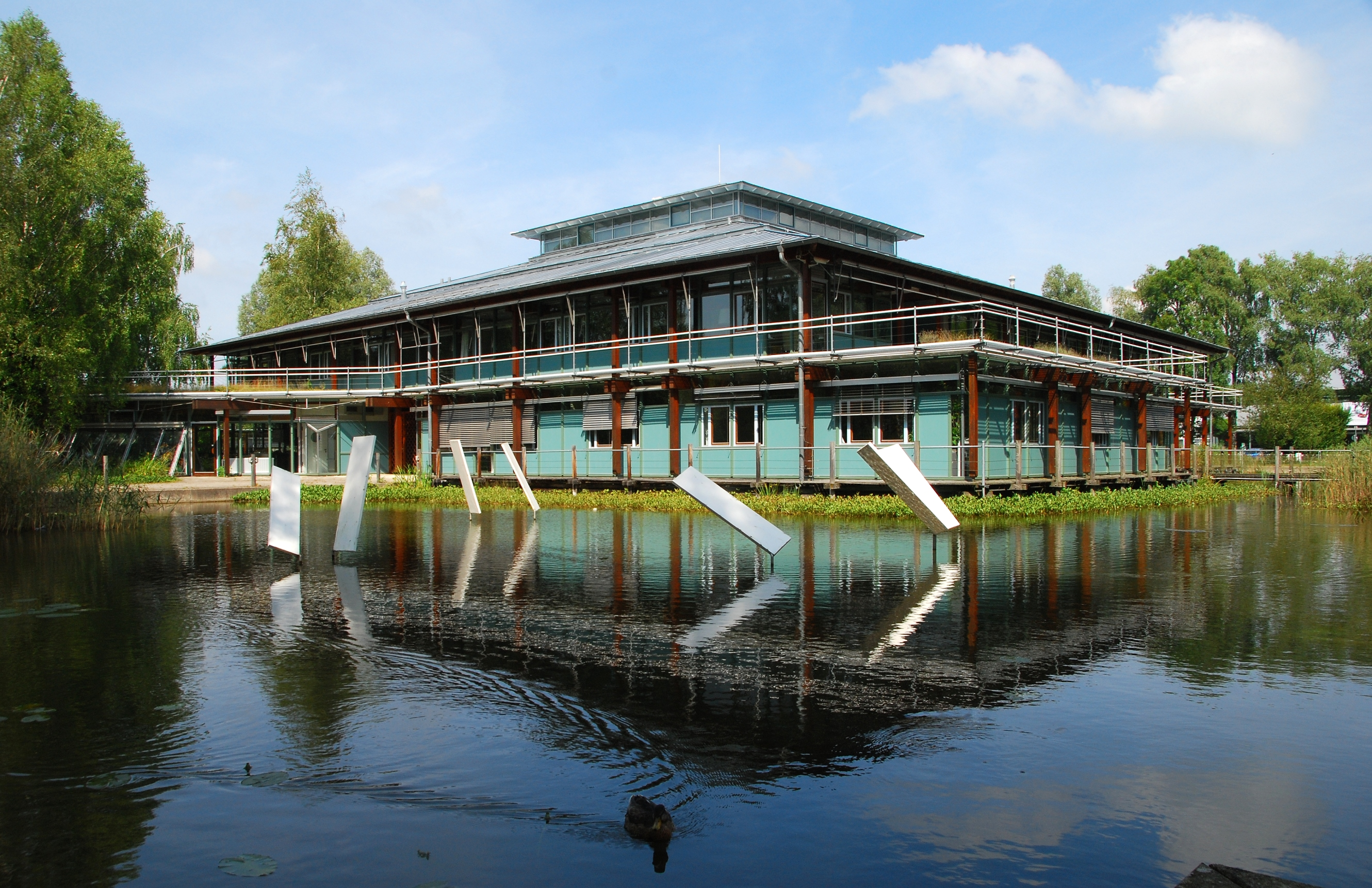
Landratsamt – 1989 ausgezeichnet mit dem Deutschen Architekturpreis.

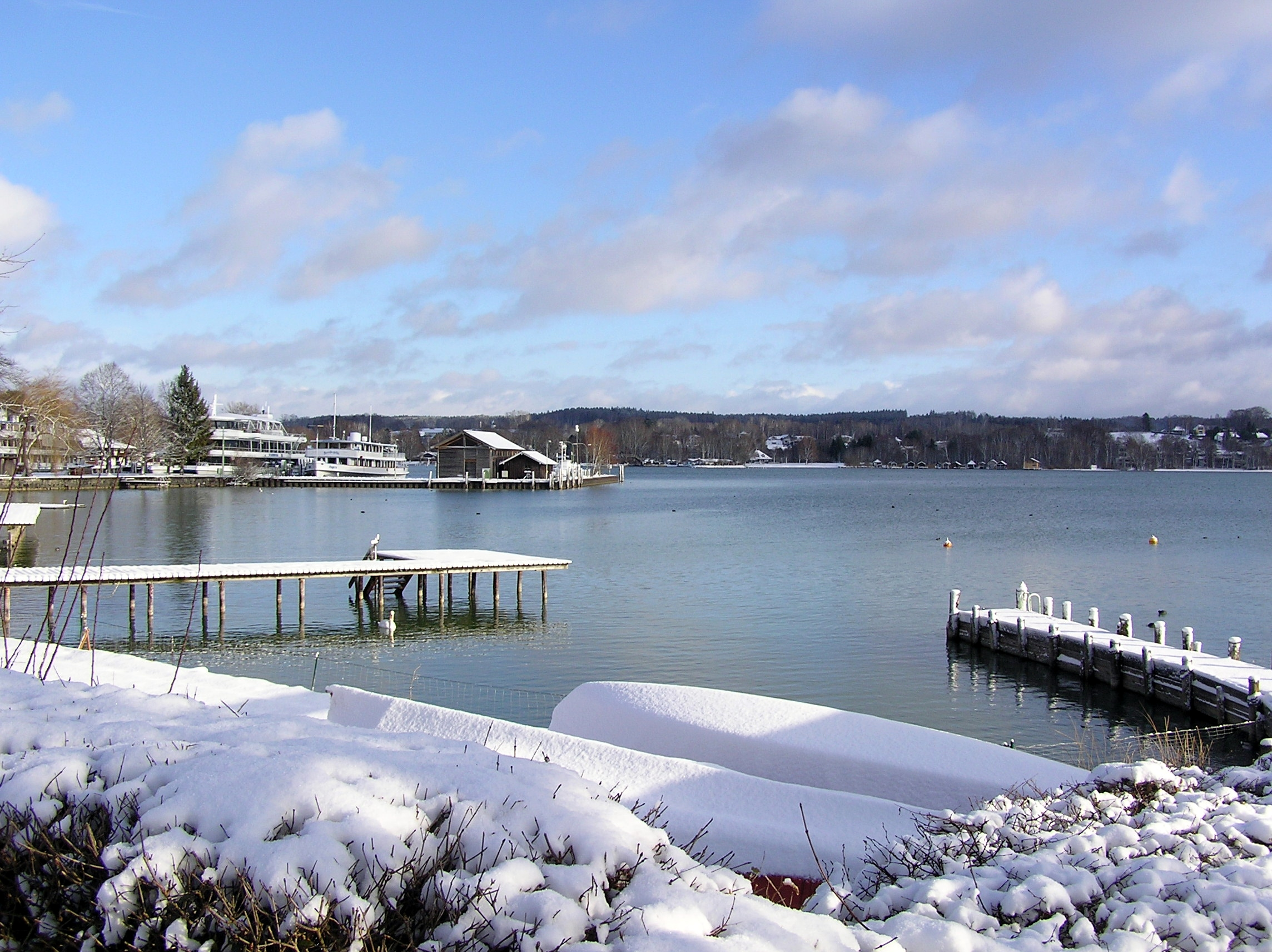
Seepromenade im Winter

## Kultur und Sehenswürdigkeiten

### Bauwerke
- Schloss Starnberg
- Rokokokirche St. Josef mit Hochaltar von Ignaz Günther
- Schloss Leutstetten
- Museum Starnberger See
- Villa rustica, Überreste eines ehemaligen römischen Gutshofs
- Landratsamt des Landkreises Starnberg
- Marienbrunnen
- Mahnmal des Bildhauers Walter Habdank im Gemeindeteil Petersbrunn, das an den Todesmarsch von 6887 Häftlingen des KZ Dachau erinnert[59]
- Katholische Filialkirche St. Michael im Gemeindeteil Hanfeld mit Renaissance-Altar

### Weitere Sehenswürdigkeiten
- Seepromenade
- Schlossgarten
- Siedlungskern Achheimviertel
- Siedlungskern Tutzinger-Hof-Platz

## Persönlichkeiten

### Bürgermeister Starnbergs
- 1844–1845: Alois Ludwig Deiglmeier, Apotheker
- 1845–1850: Simon Popp
- 1850: Schonger, Apotheker
- 1870–1898: Ludwig Rupprecht
- 1898: Franz Xaver Rettenberger, Handelsmann
- 1898–1907: Carl Emslander, Bierbrauer
- 1907–1913: Franz Xaver Rettenberger, Handelsmann
- 1913–1919: Jakob Tresch, Kaufmann
- 1919–1921: Josef Fischhaber, Baumeister
- 1921–1933: Josef Jägerhuber, Kaufmann, Ehrenbürgermeister ab April 1933
- 1933–1943: Franz Buchner, Vermessungsbeamter
- 1943–1945: Hans Deuschl, Arzt
- 1945–1946: Karl Goldaté, Schuldirektor
- 1946–1950: Otto Gaßner, Baumeister
- 1950–1960: Eduard Süskind, Bankdirektor, Ehrenbürgermeister
- 1960–1969:[60] Rudolf Widmann, Rechtsanwalt, später Mitglied des bayerischen Landtags und Landrat des Landkreises Starnberg
- 1969–2002: Heribert Thallmair, Rechtsanwalt, Ehrenbürger ab 2003
- 2002–2014: Ferdinand Pfaffinger, Versicherungskaufmann, Altbürgermeister seit 2014
- 2014–2020: Eva John
- seit 2020: Patrick Janik

Vielen der ehemaligen Bürgermeister wurde die Ehre zuteil, dass eine Straße im Stadtgebiet nach ihnen benannt wurde.

### Söhne und Töchter der Stadt
- Franz Maria Luitpold von Bayern (1875–1957), bayerischer Prinz aus dem Hause Wittelsbach
- Friedrich Wend zu Eulenburg (1881–1963), Politiker, Gutsbesitzer und Landwirt
- Augusta zu Eulenburg (1882–1974), Malerin
- A. Albert Noelte (1886–1946), deutsch-amerikanischer Komponist, Musikpädagoge und -kritiker
- Franz Buchner (1898–1967), NSDAP-Reichstagsabgeordneter und von 1933 bis 1943 Bürgermeister von Starnberg
- Maria Wutz (1898–1983), Sängerin
- Heinrich Walter Cassirer (1903–1979), Philosoph
- Paula Braend (1905–1989), Schauspielerin
- Oskar Dimroth (1906–1955), Schauspieler
- Rolf Nida-Rümelin (1910–1996), Bildhauer und Medailleur
- Herbert Paulus (1913–1993), Kunsthistoriker
- Otto Wieland (1920–1998), Internist und Diabetologe
- Rudolf Widmann (1929–2000), FDP-Landtagsabgeordneter, von 1960 bis 1969 Bürgermeister von Starnberg und von 1969 bis 1996 Starnberger Landrat
- Nikolaus Gerhart (* 1944), Bildhauer und Rektor der Akademie der Bildenden Künste in München
- Marianne Sägebrecht (* 1945), Schauspielerin und Kabarettistin
- Elfi Hartenstein (* 1946), Schriftstellerin
- Gunzelin Schmid Noerr (* 1947), Philosoph und Hochschullehrer
- Rainer Frieb (1949–2017), Schauspieler
- Luitpold Prinz von Bayern (* 1951), Urenkel des letzten Königs von Bayern, Ludwig III.
- Peter Herrmann (* 1954), Filmproduzent
- Beate Himmelstoß (* 1957), Schauspielerin und Sprecherin
- Katharina Holzinger (* 1957), geboren in Söcking, Politikwissenschaftlerin und Rektorin der Universität Konstanz
- Heidrun Friese (* 1958), Anthropologin, Kulturwissenschaftlerin, Hochschullehrerin
- Oskar Roehler (* 1959), Filmregisseur, Journalist und Autor
- Harald Wanhöfer (* 1960), Präsident des Landesarbeitsgerichts München
- Marion Grillparzer (* 1961), deutsche Journalistin und Autorin im Bereich Ernährung. Bekannt wurde sie mit der Glyx-Diät, 1999.
- Karl Habsburg-Lothringen (* 1961), österreichischer Politiker, seit 1. Januar 2007 Oberhaupt des Hauses Habsburg
- Kristine Oßwald (1961–2017), Künstlerin
- Lisette Gebhardt (* 1963), Philologin, Japanologie und Hochschullehrerin
- Georg Habsburg-Lothringen (* 1964), Sonderbotschafter Ungarns
- Rebecca Abe (* 1967), Schriftstellerin und Illustratorin
- Maike Conway (* 1967), Dokumentarfilmerin und Regisseurin
- Heike Grimm (* 1967), Politik- und Wirtschaftswissenschaftlerin
- Burkhard Pedell (* 1967), Ökonom
- Miriam Vogt (* 1967), Skirennläuferin
- Andreas Schwaiger (* 1968), Schauspieler
- Winnie Forster (* 1969), Journalist sowie Verleger
- Isabella von Lospichl (* 1970), Kunstturnerin
- Mona Steigauf (* 1970), Leichtathletin und Olympiateilnehmerin
- Henning Ferber (* 1971), Filmproduzent
- Martina Veh (* 1971), Opernregisseurin
- Herbert Ulrich (* 1971), Schauspieler
- Ingo Wirth (* 1972), Schauspieler
- Dominikus Stark (* 1973), Architekt
- Eva Meier (* 1975), Schauspielerin
- André Hartmann (* 1976), Kabarettist
- Georg Melich (* 1979), Schauspieler
- Max von Mosch (* 1980), Jazzmusiker
- Justus Scharowsky (* 1980), Hockeyspieler
- Wenzel Brücher (* 1981), Schauspieler
- Martina Heinlein (* 1981), Feldhockeyspielerin
- Adrian Hermann (* 1981), Religionswissenschaftler und Hochschullehrer
- Sabrina Kruck (* 1981), Eishockeyspielerin
- Bruno Löwe (* 1981), Inline-Skater
- Saara Waasner (* 1981), Regisseurin
- Golo Euler (* 1982), Schauspieler
- Max Frankl (* 1982), Jazzmusiker
- Martine-Nicole Rojina (* 1982), Musikerin und Medienkünstlerin
- Dragan Paljic (* 1983), Fußballspieler
- Sophie Rogall (* 1983), Schauspielerin
- Adrian Sutil (* 1983), Automobilrennfahrer
- Sara Goller (* 1984), Beachvolleyballspielerin
- Lars Groeneveld (* 1984), Jazzmusiker
- Franziska Hartmann (* 1984), Theater- und Filmschauspielerin, Synchronsprecherin
- Maximilian Hauser (* 1984), Beachvolleyballspieler und Volleyballtrainer
- Frédéric Jaeger (* 1984), Filmkritiker und Filmemacher
- Andreas Kruck (* 1984), Eishockeyspieler
- Christian Reiher (* 1984), Mathematiker, Hochschullehrer
- Marlene Hahn (* 1985), Musikdramaturgin
- Benedikt Doranth (* 1987), Volleyball- und Beachvolleyballspieler
- Vroni Huber (* 1988), Fußballspielerin
- Marija Kovčo (* 1988), kroatische Schauspielerin und Sängerin
- Robin Jermer (* ≈1990), Fusionmusiker
- Alessandra Jovy-Heuser (* 1991), Volleyballspielerin
- Michelle von Treuberg (* 1992), Schauspielerin
- Tatjana Paller (* 1995), Skibergsteigerin und Radrennfahrerin
- Clemens Wickler (* 1995), Volleyball- und Beachvolleyballspieler
- Tobias Kircher (* 1996), Eishockeyspieler
- Ylber Ramadani (* 1996), albanisch-kosovarischer Fußballspieler
- David Zobel (* 1996), Biathlet
- Aaron Valent (* 1997), Politiker
- Leonhard von Schroetter (* 1999), Fußballspieler
- Max Autsch (* ≈1999), Jazzmusiker
- Maximilian Ulbrich (* 2000), Sportschütze
- Benedict Hollerbach (* 2001), Fußballspieler
- Korbinian Geibel (* 2002), Eishockeyspieler
- Niklas Lang (* 2002), Fußballspieler
- Finn Hösch (* 2003), Skibergsteiger
- Seána Littbarski-Gray (* 2005), deutsch-neuseeländische Radsportlerin
- Leon Bußmann (* 2006), Eishockeyspieler
- Falka Klare (* 2007), Schauspielerin

### Weitere der Stadt verbundene Persönlichkeiten
- Johann Friedrich Wilhelm Adolf Ritter von Baeyer (1835–1917), deutscher Chemiker, gestorben in Starnberg
- Heidi Brühl (1942–1991), deutsche Schlagersängerin und Schauspielerin, gestorben in Starnberg
- Heinrich Gans (1890–1973), Agrarwissenschaftler und Maler, gestorben in Starnberg
- Fritz Gartz (1883–1960), deutscher Maler des Expressionismus. Der Fritz-Gartz-Weg in Starnberg ist nach ihm benannt
- Georg Arnold-Graboné (1896–1982), deutscher Impressionist, wohnte und starb im Starnberger Gemeindeteil Percha
- Jürgen Habermas (* 1929), leitete gemeinsam von 1971 bis 1981 mit Carl Friedrich von Weizsäcker das Max-Planck-Institut zur Erforschung der Lebensbedingungen der wissenschaftlich-technischen Welt
- Johannes Heesters (1903–2011), niederländischer Schauspieler und Operettenstar, lebte und starb in Starnberg-Söcking.
- Bernhard Heinzmann (1903–1942), katholischer Priester und entschiedener Gegner der NS-Ideologie, war 1930 Kaplan in Starnberg
- Otto Michael Knab (1905–1990), kritischer Journalist, Redakteur, lebte in Starnberg von 1924 bis zu seiner Emigration 1934, war als Autor maßgeblich am Heimatbuch Stadt Starnberg beteiligt.
- Karl Lieffen (1926–1999), deutscher Bühnen-, Film- und Fernsehschauspieler, gestorben in Starnberg
- Richard Lipps (1857–1926), deutscher Landschafts- und Architekturmaler, lebte von 1895 bis zu seinem Tode 1926 in Starnberg
- Ludwig III. von Bayern (1845–1921), letzter bayerischer König; Ausbau der Ländereien um Schloss Leutstetten zu einem landwirtschaftlichen Mustergut
- Herbert Marcuse (1898–1979), deutsch-amerikanischer Soziologe und Philosoph, gestorben in Starnberg
- Gustav Meyrink (1868–1932), österreichischer Schriftsteller, gestorben in Starnberg
- Claus Nageler (1943–2017), Bildhauer, lebte in Starnberg
- Erwin Piscator (1893–1966), deutscher Regisseur und Theatererneuerer, gestorben in Starnberg
- Günther Picker (1944–2022), Manager und Autor, Stadtratsmitglied 2008–2020
- Klaus Poenicke, Ordinarius für Amerikanische Literaturgeschichte und Vorstand des Amerika-Instituts in München, lebte in Starnberg[61]
- Georg Queri (1879–1919), bayerischer Heimatdichter und Schriftsteller, lebte in Starnberg und ist dort beigesetzt
- Lilo Ramdohr (1913–2013), Autorin und Malerin, Mitglied der Widerstandsgruppe Weiße Rose, wohnte seit 1950 in Starnberg, dort gestorben
- Rupprecht von Bayern (1869–1955), letzter bayerischer Kronprinz, gestorben im Schloss Leutstetten
- Heinrich Wolfgang Seidel (1876–1945), Pfarrer und Schriftsteller, gestorben in Starnberg
- Heribert Thallmair (* 1936), ehemaliger Bürgermeister von Starnberg und letzter Präsident des inzwischen abgeschafften bayerischen Senats
- Georg Thomalla (1915–1999), deutscher Schauspieler und Synchronsprecher, gestorben in Starnberg
- Brigitte Weigert (1934–2007), Malerin und Tischtennis-Nationalspielerin, lebte in Starnberg
- Carl Friedrich von Weizsäcker (1912–2007), Physiker und Philosoph, lebte und wirkte hier von 1970 bis zu seinem Tod
- Kira Weidle-Winkelmann (* 1996), deutsche Skirennläuferin (Abfahrt und Super-G), fährt für den SC Starnberg